# Линейные корабли типа «Нельсон»
Линейные корабли типа «Нельсон» — тип линкоров Королевского военно-морского флота Великобритании времён Второй мировой войны. Всего для британского флота построено два корабля: «Нельсон» (англ. Nelson) и «Родней» (англ. Rodney).
«Нельсоны» стали первыми «вашингтонскими линкорами». Согласно вашингтонскому морскому соглашению Великобритания получила право построить два линкора с орудиями калибром до 406 мм и стандартным водоизмещением до 35 560 т. Формально «Нельсон» и «Родней» были 23-узловой версией линейных крейсеров типа «G-3», от постройки которых Великобритания отказалась по договору.
Линкоры получили максимально возможное вооружение, допускавшееся договором, — девять новых 406-мм орудий. Для орудия была выбрана нехарактерная для британского флота концепция «лёгкий снаряд — высокая начальная скорость». В дальнейшем концепция была признана ошибочной, поскольку повлекла за собой повышенный износ ствола и ухудшение точности стрельбы. Корабли проектировались с учётом опыта Первой мировой войны. Впервые для британских дредноутов их бронирование было выполнено по схеме «всё или ничего». Новые линкоры получили хорошо защищённую цитадель, но за её пределами бронирование было сведено к минимуму. Критиковались отсутствие бронирования в носовой оконечности и недостаточное углубление броневого пояса. Тем не менее, в рамках отведённого лимита водоизмещения новые линкоры получили максимально возможную защиту. Конструктивная подводная защита была разработана с проведением испытаний на опытовых отсеках и выдерживала попадание торпеды с зарядом в 340 кг ТНТ.
152-мм орудия среднего калибра не были универсальными. К началу Второй мировой войны стало ясно, что шести установленных 120-мм орудий недостаточно. Вместо необходимых четырёх зенитных орудий дальнего действия в каждом секторе стрельбы, на некоторых секторах могли вести стрельбу только три и даже два орудия. Провести кардинальную модернизацию с заменой орудий и усилением бронирования не успели. В годы войны пришлось ограничиться увеличением количества 40-мм и 20-мм зенитных автоматов.
Несмотря на ряд недостатков и низкую максимальную скорость, «Нельсон» и «Родней» считались самыми сильными британскими линкорами периода Второй мировой войны, по совокупности характеристик превосходя более поздние линкоры типа «Кинг Джордж V». В годы войны оба линкора принимали активное участие в боевых операциях. Так, «Родней» сыграл решающую роль в потоплении германского линкора «Бисмарк», ранее уничтожившего гордость Королевского флота — линейный крейсер «Худ».
Развитие авиации поставило под вопрос существование крупных артиллерийских кораблей. Поэтому, учитывая сильную изношенность, «Нельсон» и «Родней» после окончания войны были выведены в резерв и списаны.

## История разработки
Во время Первой мировой войны Великобритания достраивала уже заложенные линкоры с 381-мм орудиями типов «Куин Элизабет» и «Ривендж», не закладывая новые. Тем временем за океаном продолжалась постройка новых, всё более мощных кораблей. В США были построены линкоры типа «Колорадо» с восемью 406-мм орудиями и были заложены линкоры типов «Саут Дакота» с 12 406-мм орудиями и линейные крейсера типа «Лексингтон» с восемью 406-мм орудиями и 35-узловой скоростью хода. В Японии был построен линкор «Нагато» с восемью 410-мм орудиями и строился однотипный ему «Муцу». Планировались к постройке линкоры типов «Тоса», «Кии» и линейные крейсера типа «Амаги» с десятью 410-мм орудиями.
Ответом Великобритании стала разработка после окончания войны проектов линейного крейсера «G-3» с 406-мм орудиями и линкора «N-3» с 457-мм орудиями. Однако ослабленная войной экономика страны уже не могла выдержать нового витка гонки морских вооружений. Поэтому, когда США решили созвать конференцию по ограничению морских вооружений, Великобритания приняла в ней участие.
Ещё до окончания Вашингтонской конференции стало ясно, что водоизмещение новых линкоров будет ограничено цифрой в 35 000 длинных тонн (35 560 т). Новые британские проекты значительно превышали этот лимит, поэтому начальнику управления кораблестроения (англ. Director of Naval Construction — DNC) д’Эйнкуорту было поручено разработать проекты линейного крейсера с ограниченным водоизмещением.
| Проект                                      | G-3                                                      | F-2                                      | F-3                                     | O-3                                                      | P-3 и Q-3                                                | O-3 modified                                             |
| ------------------------------------------- | -------------------------------------------------------- | ---------------------------------------- | --------------------------------------- | -------------------------------------------------------- | -------------------------------------------------------- | -------------------------------------------------------- |
| Длина между перпендикулярами, м             | 249,9                                                    | 219,5                                    | 213,4                                   | 204,2                                                    | 204,2                                                    | 201,2                                                    |
| Длина наибольшая, м                         | 260,9                                                    | 231,6                                    | 225,6                                   | 218,5                                                    | 218,5                                                    | 216,4                                                    |
| Ширина, м                                   | 32,3                                                     | 32,3                                     | 32,3                                    | 31,7                                                     | 31,7                                                     | 32,3                                                     |
| Осадка, м                                   | 9,9                                                      | 8,7                                      | 8,7                                     | 9,1                                                      | 9,1                                                      | 9,1                                                      |
| Мощность ЭУ, л. с.                          | 160 000                                                  | 112 000                                  | 96 000                                  | 45 000                                                   | 45 000                                                   | 45 000                                                   |
| Максимальная скорость, узлы                 | 31                                                       | 29,5                                     | 28,5                                    | 23                                                       | 23                                                       | 23                                                       |
| Вооружение                                  | 3×3×406-мм/45 16×152-мм/50 6×1×120-мм 4×10×40-мм ЗА 2 ТА | 3×2×381-мм/50 12×152-мм/50 4×10×40-мм ЗА | 3×3×381-мм/50 8×152-мм/50 4×10×40-мм ЗА | 3×3×406-мм/45 12×152-мм/50 4×1×120-мм 4×10×40-мм ЗА 2 ТА | 3×3×381-мм/50 16×152-мм/50 5×1×120-мм 4×10×40-мм ЗА 2 ТА | 3×3×406-мм/45 12×152-мм/50 6×1×120-мм 4×10×40-мм ЗА 2 ТА |
| Самолёты                                    | 2                                                        |                                          |                                         |                                                          |                                                          |                                                          |
| Бронирование, мм                            |                                                          |                                          |                                         |                                                          |                                                          |                                                          |
| Пояс у погребов (° наклона)                 | 356 (72)                                                 | 330 (72)                                 | 305 (72)                                | 356 (72)                                                 | 356 (72)                                                 | 356 (72)                                                 |
| Пояс у МКО                                  | 305 (72)                                                 | 305 (72)                                 | 305 (72)                                | 330 (72)                                                 | 305 (72)                                                 | 330 (72)                                                 |
| Барбеты ГК                                  | 356                                                      | 279                                      | 254                                     | 381                                                      | 381                                                      | 381                                                      |
| Башни ГК лоб/стенка/крыша                   | 432/330/203                                              | 406/305/178                              | 406/305/178                             | 406/305/190                                              | 406/305/190                                              | 406/279/159                                              |
| Боевая рубка                                | 356                                                      | 305                                      | 229                                     | 381                                                      | 381                                                      | 356                                                      |
| Палуба над погребами                        | 203                                                      | 178                                      | 178                                     | 190                                                      | 190                                                      | 171                                                      |
| Палуба над МКО                              | 102                                                      | 82,5                                     | 82,5                                    | 140                                                      | 140                                                      | 108                                                      |
| Весовая сводка, длинных тонн                |                                                          |                                          |                                         |                                                          |                                                          |                                                          |
| Оборудование                                | 1000                                                     | 850                                      | 850                                     | 1000                                                     | 1050                                                     | 1050                                                     |
| Корпус                                      | 18 600                                                   | 13 500                                   | 13 500                                  | 13 400                                                   | 13 400                                                   | 14 150                                                   |
| ЭУ                                          | 6000                                                     | 4660                                     | 4100                                    | 2600                                                     | 2600                                                     | 2600                                                     |
| Бронирование                                | 14 440                                                   | 10 210                                   | 9970                                    | 11 100                                                   | 11 400                                                   | 10 250                                                   |
| Вооружение                                  | 7160                                                     | 4600                                     | 5400                                    | 6900                                                     | 6550                                                     | 6950                                                     |
| Топливо                                     | 1200                                                     | 1000                                     | 1000                                    | 0                                                        | 0                                                        | 0                                                        |
| Запас водоизмещения                         | 0                                                        | 180                                      | 180                                     | 0                                                        | 0                                                        | 0                                                        |
| Итого проектное (стандартное) водоизмещение | 48 400                                                   | 35 000                                   | 35 000                                  | 35 000                                                   | 35 000                                                   | 35 000                                                   |

30 ноября 1921 года Совету Адмиралтейства были представлены два проекта — «F-2» и «F-3». Оба проекта были вооружены 381-мм орудиями с расположением трёх башен в носовой оконечности. В проекте «F-2» башни были двухорудийными, в проекте «F-3» — трёх. По сравнению с проектом «G-3» бронирование было ослаблено, особенно у проекта «F-3». При этом 29 ноября 1921 года были проведены опытные стрельбы, показавшие, что против современных снарядов и палубная защита «G-3» недостаточна.
|  |  |  |  |

В проекте «F-3» скорость была снижена с 30 до 29 узлов. Главный строитель флота считал, что если адмиралтейство будет настаивать на 30-узловой скорости, придётся допустить работу котлов в форсированном режиме и установить по примеру «Корейджеса» механизмы облегчённой крейсерской конструкции.
В целом проекты вызвали массу нареканий. К тому же по результатам Вашингтонской конференции Япония и США отказывались от постройки новых линкоров, оставляя в строю линкоры типов «Колорадо» и «Нагато». А Великобритания получала право построить два линкора в 35 000 т с орудиями калибра не выше 406-мм. Поэтому адмиралтейство решило ограничиться постройкой линкоров с 23-узловой скоростью с максимально разрешёнными 406-мм орудиями. Начальник управления кораблестроения 17 декабря 1921 года выдал корабельному инженеру Этвуду задание на разработку проектов со следующими требованиями:
- водоизмещение 35 000 длинных тонн в соответствии с Вашингтонским соглашением;
- главный калибр — девять 406-мм орудий. Вспомогательная артиллерия не задавалась, но считалось достаточным двенадцать 152-мм орудий и 4 120-мм зенитки.
- пояс у погребов 356 мм, в районе машинной установки — 330 мм. Барбеты и боевая рубка — 381 мм, дымоходы 254 мм. Палуба над погребами 203 мм, над механизмами — 102—127 мм.
- Подводная защита должна выдерживать попадание торпеды с зарядом в 340 кг ТНТ;
- Силовая установка мощностью 46 000 л. с. При этом глава инженерного департамента настаивал, что количество котлов должно быть не меньше восьми.
- Количество электрогенераторов может быть ограничено шестью, если с размещением восьми будут проблемы.
- Основное требование — выдержать ограничение водоизмещения, поэтому ради этой цели всё остальное должно быть ограничено по минимуму.

19 декабря 1921 года главному кораблестроителю были представлены два эскизных проекта. Первый соответствовал всем требованиям, но его водоизмещение достигло 35 500 тонн. Во втором количество котлов было уменьшено до шести, а расположение мостиков и приборов управления стрельбой было изменено по сравнению «G-3» и соответствовало рекомендациям «Комиссии по оборудованию управления стрельбой». За счёт этих мер была уменьшена длина цитадели и удалось вписаться в 35 000 тонн. Были предложены следующие предложения по экономии водоизмещения:
- переход на 381-мм 50-калиберные орудия;
- уменьшение толщины палубной брони на 25,4 мм;
- компоновка мостика с использованием предложений «Комиссии по приборам управления стрельбой»;
- экономия веса силового набора корпуса за счёт применения материалов с повышенной прочностью.

От 381-мм главный кораблестроитель сразу отказался, так как первый лорд, с оглядкой на японский и американские проекты, настаивал на 406-мм орудиях. Также DNC настаивал на использовании компоновки мостика как на проекте «G-3», допуская незначительные изменения. Он согласился на уменьшение толщины палубной брони на 12,7 мм. Для принятия решения по использованию высокопрочной стали было решено провести дополнительные исследования. В дальнейшем использование при постройке стали марки D привело к значительной экономии веса.
Дополнительно DNC предложил снизить высоту борта, опустив верхнюю палубу, при этом постаравшись разместить между верхней и главной палубами две промежуточные, чтобы увеличить жёсткость корпуса. В носу он предложил разместить отсеки, заполненные водой, которые при необходимости продувались сжатым воздухом и создавали дополнительную плавучесть в оконечностях. Также он считал, что можно уменьшить высоту главного пояса, ограничившись его высотой над конструктивной ватерлинией в 1,53 м, и углубление под воду на 0,69 м. Первоначально было высказано требование иметь обводы как у «Худа», но от него быстро отказались.
В январе 1922 года был закончен эскизный проект, получивший обозначение «O-3». В качестве альтернативы были подготовлены проекты «Р-3» и «Q-3» с 381-мм орудиями. Все три проекта были рассмотрены по возвращении из Вашингтона Первым лордом Адмиралтейства. «Р-3» и «Q-3», по всей видимости, им уже серьёзно не рассматривались, так как ещё до этого совет лордов предварительно одобрил проект «O-3». Обсуждение этого проекта и его возможных модификаций шло в январе — феврале 1922 года, и после внесённых изменений его спецификация была одобрена Адмиралтейством 6 февраля, получив обозначение «O-3 modifed» («O-3 модифицированный»).
После детальной проработки финальная спецификация была утверждена 11 сентября 1922 года, а 16 октября того же года и строительные чертежи. Проект претерпел незначительные изменения — осадка уменьшилась до 10,68 м, запас нефти сократился до 4000 т, а штатный экипаж до 1560 человек.
16 октября был объявлен тендер на постройку, а 11 ноября объявлены победители. Заказы были выданы фирмам «Cammell Laird» (смета 1 479 000 фунтов стерлингов) и «Armstrong Whitworth» (1 479 000 £). Оба корабля были заложены 28 декабря 1922 года, хотя официальные заказы были выданы только 1 января 1923 года.

## Конструкция

### Корпус
| Статьи весовой нагрузки по проекту, дл. тонн | стандартное водоизмещение | стандартное водоизмещение | нормальное водоизмещение | полное водоизмещение  | полное водоизмещение | наибольшее водоизмещение | наибольшее с заполненной системой КПЗ |
| Статьи весовой нагрузки по проекту, дл. тонн | по детальному расчёту     | по спецификации           | нормальное водоизмещение | по детальному расчёту | по спецификации      | наибольшее водоизмещение | наибольшее с заполненной системой КПЗ |
| -------------------------------------------- | ------------------------- | ------------------------- | ------------------------ | --------------------- | -------------------- | ------------------------ | ------------------------------------- |
| Корпус                                       | 14 248                    | 14 250                    | 14 250                   |                       | 14 250               | 14 250                   | 14 250                                |
| Оборудование                                 | 1047                      | 1050                      | 930                      |                       | 1050                 | 1050                     | 1050                                  |
| Бронирование                                 | 10 102                    | 10 250                    | 10 250                   |                       | 10 250               | 10 405                   | 10 405                                |
| Энергетическая установка                     | 2508                      | 2550                      | 2550                     |                       | 2550                 | 2550                     | 2550                                  |
| Вооружение                                   | 6869                      | 6900                      | 6900                     |                       | 6900                 | 7374                     | 7374                                  |
| Нефть                                        |                           |                           | 1200                     | 3956                  | 4000                 | 4000                     | 4000                                  |
| Резервный запас воды                         |                           |                           |                          | 246                   | 245                  | 245                      | 245                                   |
| Балласт в камерах КПЗ                        |                           |                           |                          |                       |                      |                          | 2870                                  |
| ИТОГО, дл. тонн                              | 34 774                    | 35 000                    | 36 080                   |                       | 39 245               | 39 874                   | 42 744                                |
| ИТОГО, т                                     | 35 330,4                  | 35 560,0                  | 36 657,3                 |                       | 39 872,9             | 40 512,0                 | 43 427,9                              |

Общая компоновка корабля была разработана с целью сконцентрировать все жизненно важные механизмы и вооружение на как можно меньшей длине, обеспечив их максимальной защитой. Все три башни главного калибра были размещены перед настройкой, при этом третья башня располагалась приблизительно на середине длины корабля. Башни среднего калибра располагались в кормовой оконечности и были сведены в две группы — по три башни по каждому борту, средняя с возвышением над остальными.
Все мостики были сведены в башенно-подобную надстройку. Основной причиной такого решения было желание получить устойчивое основание для артиллерийских командно-дальномерных постов. Это также позволило хорошо защитить сами мостики от непогоды и обеспечить комфорт при работе экипажа. Такая надстройка была признана удачным решением и применялась затем как на новых британских линкорах, так и при модернизации старых. Центральный пост управления кораблём находился под броневой палубой между погребами и машинным отделением. Там же находился центральный артиллерийский пост. Они были связаны с боевой рубкой коммуникационной трубой. Кроме них, здесь располагались пост тактического отображения информации, телефонный коммутатор, передающая радиостанция и помещение гирокомпаса. Все эти помещения были газонепроницаемы.
Несмотря на необычный внешний вид, конструкция новых линкоров отличалась простотой и рациональностью. Корпус был гладкопалубным, с практически вертикальными, без завалов, бортами. На протяжении всего корпуса шли верхняя, главная и средняя (броневая) палубы. Нижняя и грузовая (или палуба платформы) прерывались в районе погребов и котельно-машинных отделений. Корпус ниже броневой палубы делился 22 водонепроницаемыми переборками.
В состав шлюпок при начале эксплуатации входили два 15,2-м моторных полубаркаса, один 10,7-м моторный полубаркас, два 13,7-м моторных катера, два 9,8-м парусных катера, два 8,2-м вельбота, одна 9,1-м гичка, два 4,9-м ялика. При нахождении на борту адмирала со штабом дополнительно принимались одна 9,1-м гичка, адмиральский катер и 4,1-м бальсовый плот.
Экипаж 1314 человек, при пребывании корабля в качестве флагманского — 1361 человек.
остойчивость
Одним из побочных эффектов применения системы защиты «всё или ничего» стало увеличение остойчивости. При расчёте необходимого запаса остойчивости учитывались последствия повреждений при боевом водоизмещении (наибольшая осадка, корабль полностью снаряжён, камеры рассеивания заполнены жидкостью) и облегчённом боевом состоянии (запас топлива и воды для котлов 50 %, запасы 50 %, камеры рассеивания заполнены). В обоих случаях принималось, что оконечности могут быть повреждены и заполнены водой выше промежуточной палубы, также заполнены борта выше средней палубы в районе броневого пояса, отсеки подводной защиты невредимы. В обоих случаях остойчивость была положительной, но находилась «на пределе».
В результате «Нельсон» и «Родней» получили наибольшую метацентрическую высоту из всех британских линкоров. Это послужило причиной стремительной бортовой качки с малым периодом. В свою очередь это отрицательно влияло на приборы управления огнём и потребовало дополнительных мер по их доработке и стабилизации визиров.
мореходные качества
Корабли обладали относительно небольшим диаметром тактической циркуляции — 613 м на полном ходу. При безветрии и на задних ходах корабль управлялся лучше, чем линейные корабли типа «Куин Элизабет». Однако из-за большой парусности корпуса и надстройки под воздействием ветра на малых ходах «нельсоны» легко сбивались с курса. Кроме того, отмечалось медленное реагирование на перекладку руля. Один из командиров докладывал, что при сильном ветре корабль невозможно удержать под контролем на скорости менее 10 узлов.
средства связи и сигнализации
Основные помещения для радиосвязи находились ниже броневой палубы. Главная радиорубка находилась на промежуточной палубе непосредственно под грот-мачтой. Провод от главного передатчика шёл к посту позади грот-мачты, затем вверх на 15,24 м к рее на грот-брам-стеньге, откуда к двум распоркам на платформе управления артиллерийским зенитным вооружением (УАЗО). Имелось также несколько приёмных антенн и между основанием грот-мачты и звездообразным марсом одна маломощная антенна. Вторая радиорубка находилась на спардеке под кормовым постом управления стрельбой. От этой рубки отходили два провода. Один шёл к грот-брам-стеньге и был передающей антенной. Второй шёл к марсу и был резервной маломощной антенной. Ниже боевой рубки на промежуточной палубе находилась радиорубка тактического управления. От неё отходили три провода по левому борту и один по правому. Четыре антенны были растянуты от верхнего мостика к посту управления зенитным огнём.
На крыше зенитного вычислительного поста была установлена радиостанция типа «71», входившая в систему управления стрельбой. Она имела одну вертикальную и одну горизонтальную передающие антенны. Четыре приёмные антенны типа «71» находились на платформах 914-мм прожекторов на дымовой трубе и грот-мачте. Средневолновая пеленгаторная антенна находилась между трубой и мостиком. Флажное устройство было типичным для британского флота. Главный сигнальный пост располагался у основания грот-мачты. Главная сигнальная рея находилась под звездообразным марсом. Пост передачи сигналов также находился у основания грот-мачты на спардеке.
На платформах по бокам дымовой трубы и на грот-мачты были установлены четыре боевых 914-мм прожектора. Ниже прожекторных площадок находились четыре поста для их индивидуального управления и обслуживания. На мостике находились шесть сигнальных 457-мм прожекторов. Кроме того, на платформе управления артиллерийским оружием (УАО) находились две сигнальные лампы «Алдис».
экономия веса при постройке
При постройке удалось добиться значительной экономии веса, что было достигнуто в основном за счёт широкого применения новой высокопрочной стали, так называемой «стали D» (англ. D-steel). Её прочность на разрыв равнялась 5,82—6,93 т/см² против 4,09—4,72 т/см² у обычной судостроительной стали. Это значило, что при сборке корпуса можно было использовать прокат меньшей толщины и, следовательно, меньшего веса. Для «Нельсона» экономия от проектного водоизмещения составила порядка 2000 т, а для «Роднея» — 1600 т. Когда в январе 1926 года оценочно было определено, что стандартное водоизмещение составит 33 000 дл. тонн, было решено внести в конструкцию ряд изменений. Так, запас снарядов главного калибра был увеличен с 95 до 100 снарядов на ствол. При этом расширение погребов произошло за счёт уменьшения погребов 152-мм и зенитных орудий. По данным кренования 19 марта 1927 года, оценочное водоизмещение «Нельсона» составило 33 313 дл. тонн. Это позволило заменить одноствольные зенитки на четыре установки «Пом-Пом» и установить два самолёта со снаряжением. Водоизмещение при этом должно было достигнуть 33 413 дл. т. В опубликованных данных стандартное водоизмещение «Нельсона» составило 33 500 дл. т, а для «Роднея» — 33 900 дл. т.
| Статьи весовой нагрузки, дл. тонн | По проекту, 1923 | «Нельсон», 1927 | «Родней», 1927 |
| --------------------------------- | ---------------- | --------------- | -------------- |
| Корпус                            | 14 248           | 13 073          | 13 167         |
| Оборудование                      | 1047             | 1172            | 1172           |
| Бронирование                      | 10102            | 9528            | 9638           |
| Энергетическая установка          | 2508             | 2500            | 2500           |
| Вооружение                        | 6869             | 7308            | 7308           |
| Итого, дл. т.                     | 34 774           | 33 581          | 33 785         |
| Итого, т                          | 35 330,4         | 34 118,3        | 34 325,6       |

### Бронирование
|  |

В отличие от всех предшествующих британских линкоров, на новых линейных кораблях была применена схема защиты «всё или ничего». За пределами мощной броневой цитадели бронирование было сведено к минимуму. В 1922 году на дредноуте «Сьюперб» было испытано бронирование, принятое для проекта «О-3». Тестовые стрельбы показали, что на предполагаемых дистанциях артиллерийского боя 172-мм палубная и 356-мм вертикальная броня обеспечивают защиту от 406-мм снаряда. Более того, в большинстве случаев посчитали достаточным 108-мм палубы и 330-мм пояса. Через такую преграду снаряд проникнуть в целом виде с последующим подрывом в глубине корпуса не мог. Подрыв должен был пройти либо при пробитии брони, либо сразу после проникновения внутрь. Для оценки последствий такого пробития был подорван снаряд позади бортовой брони. Оценка полученных результатов вполне удовлетворила Адмиралтейство, и схема бронирования для данного лимита водоизмещения была признана лучшей из возможных.
Благодаря оригинальной компоновке была значительно сокращена протяжённость тяжёлого броневого пояса и горизонтальной защиты. Дополнительно погреба находились в самом широком месте корабля, что обеспечивало более надёжную конструктивную подводную защиту.
| - Сечения линкора «Нельсон» - По 297 шпангоуту - По 275 шпангоуту - По 253 шпангоуту - По 232 шпангоуту - По 190 шпангоуту - По 117 шпангоуту |

Главный броневой пояс был внутренним и устанавливался под углом 18° к вертикали. Пояс располагался приблизительно посередине между внешней обшивкой и противоторпедной переборкой (ПТП). Считалось, что такое расположение позволит при разрыве снаряда давлению распространяться в отсеки между бронёй и бортом. По сравнению с расположением пояса по ПТП, дальше от борта, эта схема считалась более оптимальной, так как при обеспечении необходимой глубины противоторпедной защиты она позволяла соблюсти ширину цитадели, требуемую для обеспечения боевой остойчивости. Но эта схема не была лишена и недостатков: поскольку плиты пояса не опирались на конструкцию набора корпуса, для их крепления требовался собственный фундамент.
Пояс набирался из плит высотой 3,96 м. Он шёл от носовой кромки барбета башни «А» до кормовой переборки погреба 152-мм орудий. В районе погребов главного калибра и центрального поста толщина плит составляла 356 мм. Дальше в корму шли плиты 330-мм толщины. Пояс укладывался на 12,7-мм обшивку из судостроительной стали. Его плиты изготавливались как можно большей ширины и соединялись между собой специальными шпонками. Верхний край пояса опирался на главную бронепалубу, а нижний край опирался на литой U-образный фундамент из броневой стали. Фундамент располагался на скосе палубы, опиравшемся на противоторпедную переборку.
По верхней кромке пояса, на уровне главной палубы, шла броневая палуба. В районе погребов главного и вспомогательного калибра она набиралась из плит толщиной 159 мм на подкладке из 12,7-мм стали. Над котельными и машинными отделениями она набиралась из плит толщиной 92 мм на подкладке из 12,7-мм стали. В носовой части пояс замыкался траверзом толщиной 305 мм. На уровне нижней палубы в нос шла короткая 0,9-м горизонтальная полка толщиной 178 мм, и дальше на одно межпалубное пространство уходил траверз толщиной 203 мм, прикрывающий носовой погреб главного калибра. Остальная носовая часть не имела никакого бронирования. В корме главный пояс замыкался траверзом толщиной 254 мм, располагавшимся по высоте между главной и средней палубами. Дальше в корму на уровне средней палубы шла палуба со скосами, опускавшимися до уровня нижней кромки главного пояса. И горизонтальная часть, и скосы изготавливались из плит брони 108-мм толщины на подложке из 12,7-мм стали. За помещением рулевых машин эта палуба заканчивалась 102-мм траверзом.
Барбеты башен главного калибра, как и пояс, крепились нижней частью на U-образных фундаментах и имели разную толщину по высоте и секторам. Боковые стенки барбетов имели толщину 381 мм. Ближе к диаметральной плоскости, в местах, прикрытых надстройкой или другими барбетами, они утоньшались до 330 и 305 мм. Лобовая плита башни главного калибра имела толщину 406 мм. Её ширина составляла 8,53 м, а высота — 3,05 м. Орудийные амбразуры имели ширину 1,22 м и высоту 2,29 м. Криволинейный переход к боковым стенкам башни изготавливался из литой брони толщиной 279 мм. Передняя часть боковой стенки башни имела ту же толщину 279 мм. Задние боковые стенки и тыльная плита башни имели толщину 229 мм. В тыльной плите башни находилось 72 вентиляционных отверстия диаметром 114 мм, прикрытых снаружи лёгкими защитными козырьками из броневой стали. Пол башни за пределами барбета усиливался плитами 76-мм толщины. Крыша башни состояла из пяти плит толщиной 184 мм, с креплением к опорам болтами.
Башни средней артиллерии и их перегрузочные отделения защищались листами брони толщиной 25,4 мм. Боковые стенки боевой рубки имели толщину 356 мм, передняя стенка 305 мм, а задняя — 254 мм. Крыша рубки имела толщину 165 мм, а настил — 102 мм. Броневой колпак над рубкой защищался 76-мм, а его передняя стенка имела 127-мм толщину. Коммуникационная труба от рубки до броневой палубы защищалась 152-мм бронёй. Дымоходы защищались с боков плитами 229-мм толщины, а их передние и задние стенки имели толщину 203—179 мм. Мостики и артиллерийские посты защищались противоосколочными экранами из высокопрочной стали марки D.
Конструктивная подводная защита разрабатывалась на основе проекта «G-3» и рассчитывалась на противостояние торпеде с боевой частью с зарядом в 340 кг ТНТ. Она состояла из двух камер — расширения и поглощения и противоторпедной переборки. Противоторпедная переборка состояла из двух слоёв стали D толщиной по 19 мм. Верхняя часть ПТП отстояла от обшивки на расстоянии порядка 3 м. Камера поглощения должна была заполняться жидкостью. Для этого нужно было принять 2870 тонн забортной воды, что увеличивало осадку на 0,55 м и уменьшало скорость на 0,5 узла. Для экономии топлива в мирное время эти отсеки оставались пустыми. В проекте «G-3» предусматривалась система вытеснения поступившей забортной воды из камеры разрушения с помощью системы осушения сжатым воздухом, аналогичной применявшейся на подводных лодках. Но в проекте «Роднея», ради экономии веса, для откачки воды использовались обыкновенные помпы. Они же использовались для закачки воды в камеру поглощения.
В 1922 году система конструктивной подводной защиты была испытана на так называемом «чатамском плоту». Был проведён опыт по подводному взрыву эквивалентом 454 кг. Внешняя обшивка отсека была разрушена, но противоторпедная переборка устояла, дав малую течь. На основе этого опыта сделали вывод, что защита может выдержать взрыв не только 340 кг, но и 455 кг ТНТ. По результатам опыта в конструкцию подводной защиты были введены взрывные клапаны. В верхней и нижней части внешней стенки камеры разрушения были устроены клапаны круглой формы. Такие же клапаны были устроены в верхней части камеры расширения, выходящей наружу. По задумке при взрыве через эти клапаны должны были выходить газообразные продукты взрыва и вытесняться вода, снижая энергию взрывных газов.
По сравнению с проектом «G-3» высота двойного дна была уменьшена с 2,13 до 1,52 м, что ослабляло защиту. Но последующие эксперименты показали, что такую защиту можно считать достаточной от взрывов под днищем корабля.

### Вооружение

#### Главный калибр

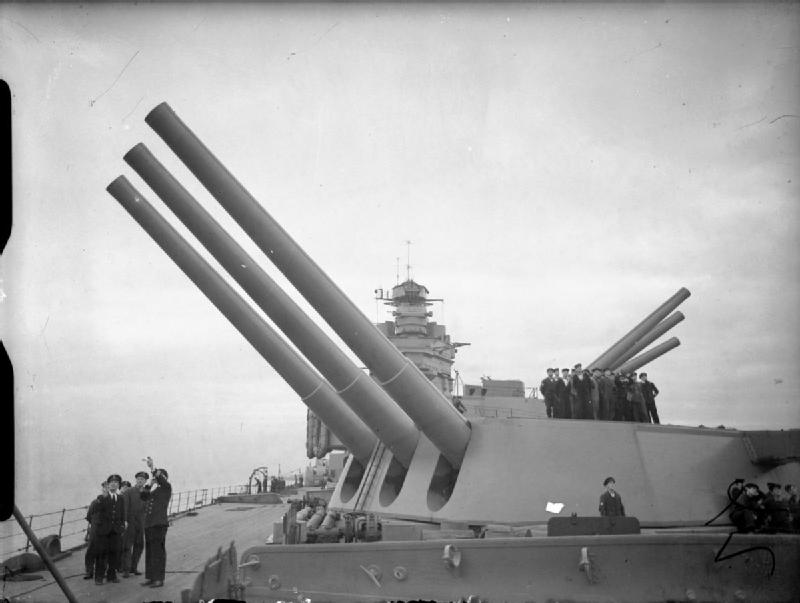
Трёхорудийная башня с 406-мм орудиями Mk I на линкоре «Родней»

Линкоры типа «Нельсон» были вооружены девятью 406-мм 45-калиберными орудиями Mk 1. Орудия были заказаны фирме Армстронга ещё в 1921 году для линейных крейсеров «G-3». Изначально орудие рассчитывалось для стрельбы снарядами весом 1029 кг с начальной скоростью в 929 м/с. Для нового орудия британцы выбрали несвойственную им комбинацию «лёгкий снаряд / высокая скорость». Эта концепция в период Первой мировой войны использовалась германскими оружейниками. На 343- и 381-мм британских орудиях использовалась концепция «тяжёлый снаряд / малая скорость». После окончания Первой мировой войны разгорелись споры о том, чья концепция лучше. Был проведён ряд испытаний, по результатам которых пришли к выводу, что с точки зрения бронепробиваемости и лёгкий, и тяжёлый снаряды практически идентичны. Однако тяжёлый снаряд при попаданиях в толстую броню с отклонением от нормали часто разрушался. По этой причине для новых орудий был выбран лёгкий снаряд, который к тому же обладал более настильной траекторией.
15 марта 1926 года было проведено испытание первого готового орудия. Для нового орудия с пороховым зарядом 238 кг снаряд имел проектную начальную скорость в 929 м/с. Однако с каждым выстрелом начальная скорость снаряда падала на 0,5 м/с, что свидетельствовало о повышенном износе ствола. По расчётам живучесть ствола не превысила бы 180 выстрелов. Износ был связан с биением короткого снаряда с длинным наконечником в стволе. Проблему попытались решить, снизив массу заряда до 231 кг, изменив форму и уменьшив объём каморы, также позже была применена новая форма нарезов. Внесённые изменения позволили уменьшить износ ствола — падение начальной скорости при каждом выстреле уменьшилось до 0,35 м/с, расчётная живучесть повысилась до 200 выстрелов.
Орудия располагались в трёх трёхорудийных башенных установках Mk 1. Все три башни были установлены по линейно-возвышенной схеме в носовой части корабля. В британском флоте для обозначения башен использовались буквы латинского алфавита — первая башня обозначалась как «А», вторая «В» и третья «Х». Башня «В» была размещена с возвышением над остальными башнями главного калибра.
Ранее британский флот использовал двухорудийные башни, поэтому конструкторы столкнулись со сложностями при компоновке установки и подаче боезапаса к среднему орудию. Большое внимание было уделено защите башни от пожаров, взрывов и прорыва форса пламени в подбашенные отделения при попаданиях. В системах подачи боеприпаса было применено большое количество пламянепроницаемых люков и проёмов. Снаряды и заряды подавались в боевое отделение в вертикальном положении. В верхней и нижней части линии подачи зарядов кордита имелись пламянепроницаемые затворы, а по бокам подачных труб находились взрывные клапаны. Принятые меры привели к тому, что большую часть пути при подаче заряды были скрыты, находясь на открытом месте только в перегрузочном отделении между погребами и подъёмниками и непосредственно у орудий.
Пламя- и водонепроницаемые квадратные проёмы-шлюзы в зарядные погреба сечением 457×457 мм имели защиту из стальных плит. Сами погреба не имели взрывных клапанов, так как считалось, что это увеличивало бы вероятность прорыва форса пламени в них. По сравнению с проектом башен для «G-3», в целях экономии веса, был сделан ряд следующих изменений:
- В качестве рабочей жидкости в гидравлической системе была применена вода вместо масла, что позволило применить стальные трубы вместо медных.
- В перегрузочном отделении раздельные снарядные стеллажи были заменены на три объединённых стеллажа, в которых снаряды поворачивались на 90°. Считалось, что индивидуальные стеллажи мешали непрерывности подачи боезапаса, и только при использовании объединённых стеллажей все три орудия могли заряжаться одновременно.
- Вместо зарядных стеллажей для подачи пороховых картузов во вращающейся части башни были использованы ковшовые подъёмники. Это в свою очередь повлекло за собой увеличение числа персонала, так как теперь подача пороха из погребов в перегрузочное отделение осуществлялась вручную.
- Так как на снаряде была увеличена толщина ведущих колец, это привело к увеличению диаметра всех зарядных устройств.

Заводские испытания устройств подачи вместе с вращающейся частью башен провести было нельзя, поэтому все проблемы были выявлены уже после установки на корабли в 1926—1927 годах. Конструкция была признана не слишком удачной, но производить её полную замену из-за высоких затрат не стали. Ряд трудностей удалось преодолеть, и в теории цикл стрельбы орудий мог достигнуть 30 с. На практике же он составлял 35 сек при использовании заготовленных боеприпасов и постепенно увеличивался до 50 с. При стрельбе полными залпами среднее орудие стреляло с задержкой для исключения взаимовлияния дульных газов соседних орудий. Это приводило к ещё большему замедлению заряжания, и цикл стрельбы увеличивался до 60—65 с.
На одном из совещаний начальник управления морских вооружений заявил, что он считает возможным довести скорострельность минимум до 40 сек для первых четырёх выстрелов и 45 сек для последующих. При сравнении с 25 сек для 381-мм башни это выглядело не очень впечатляющим.
В июле 1927 года был выявлен повышенный износ башенных катков на «Роднее». При этом на внутреннем крае дорожки были обнаружены зазубрины. Причиной посчитали увеличение веса башен до 1480 тонн и возросшее боковое давление на погон, особенно на волнении. Первоначально ограничили скорость вращения башни. Но для окончательного устранения проблемы в башне был установлен специальный вертикальный погон с катками, устранивший боковые смещения башни при вращении. Установка катков была проведена с августа 1928 по октябрь 1929 года на обоих кораблях.
Практические стрельбы выявили проблему влияния дульных газов. При стрельбе прямо по ходу из башен «А» и «В» повреждалось палубное оборудование, а в подпалубных помещениях невозможно было находиться. При стрельбе из башни «Х» на кормовых углах повреждалась надстройка, а на мостиках невозможно было находиться, особенно при стрельбе при большом возвышении орудий. В 1929—1930 годах во время ремонтов были установлены специальные щитки по верхней и нижней кромкам отверстий, уменьшающие их размеры. Дополнительно на компасной площадке было установлено остекление. В ноябре 1930 года на испытаниях при стрельбе остекление разлетелось вдребезги, но щитки по их результатам остались, по всей видимости, подтвердив свою эффективность. Для уменьшения воздействия дульных газов на мостиках дополнительно под каждым отверстием смонтировали специальные стальные экраны-рассекатели. Но все эти меры полностью проблему не устраняли, и единственным решением стало ограничение секторов стрельбы в мирное время.
По проекту максимальный запас составлял на ствол по 95 бронебойных и 10 учебных снарядов. При вводе в строй он составлял 100 бронебойных и 10 учебных, но в мирное время боезапас не превышал 80 снарядов на ствол.

#### Артиллерия среднего калибра

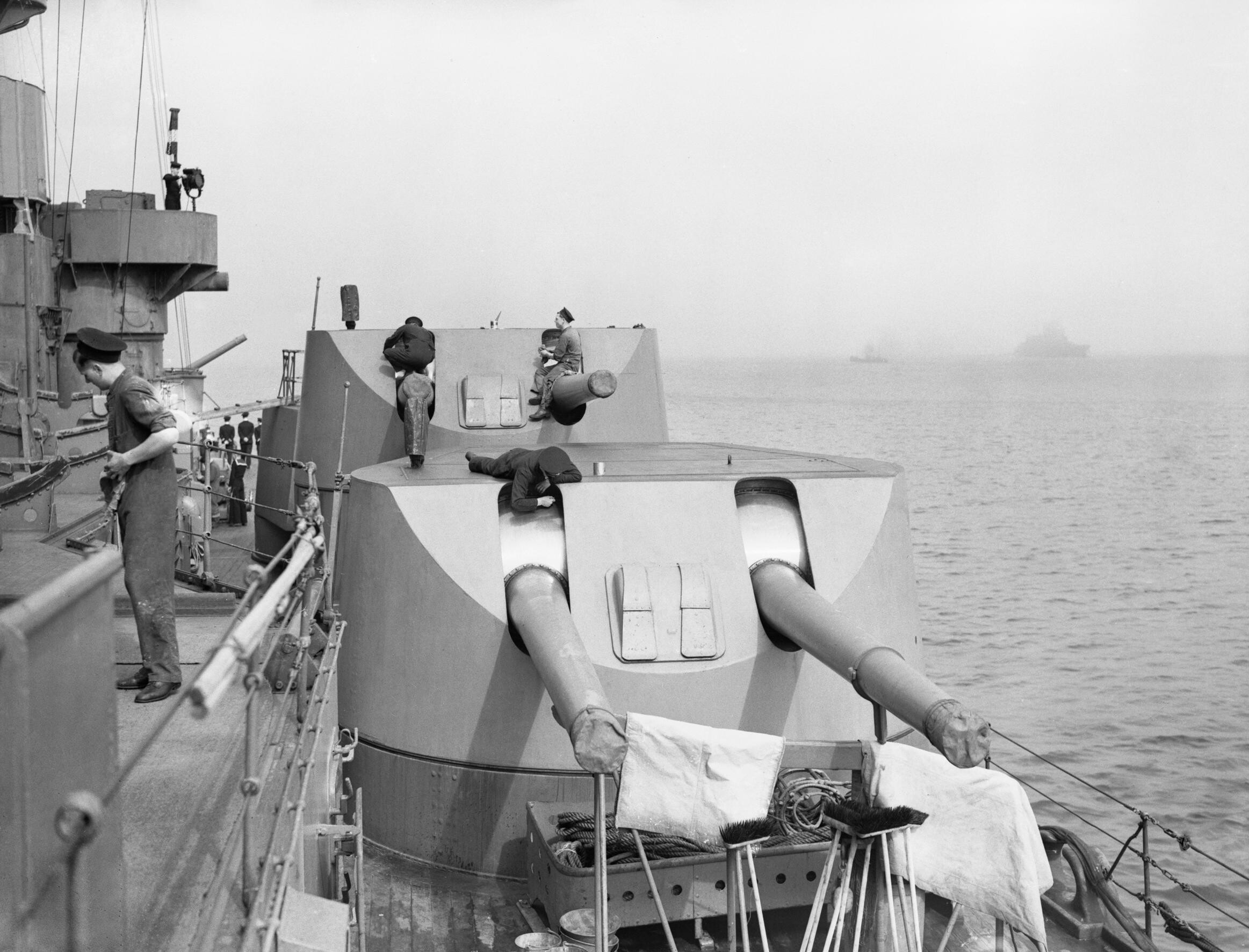
Двухорудийная башня с 152-мм орудиями Mk XXII на линкоре «Родней»

От проекта «G-3» новые британские линкоры унаследовали и средний калибр из двенадцати 152-мм 50-калиберных орудий Mk. XXII, размещённых в двухорудийных башнях Mk.XVIII. Башни были сгруппированы по три побортно в кормовой оконечности. Такое расположение позволило убрать орудия из зоны действия дульных газов главного калибра, однако теперь при неудачном стечении обстоятельств все орудия среднего калибра одного борта могли быть выведены из строя одним-двумя попаданиями.
Заряжание орудий было раздельным. Погреба 152-мм орудий находились за котельными отделениями. Перегрузочные отделения башен находились на главной палубе, подача снарядов из погребов осуществлялась толчковыми подъёмниками, а футляров «Clarkson» с зарядами — цепным подъёмником типа «бесконечная лента».
В качестве прототипа для новых двухорудийных башен Mk.XVIII были взяты башни Mk.XVII лёгкого крейсера «Энтерпрайз». Основным отличием от прототипа стали более протяжённые системы подачи боеприпаса и возможность стрельбы при угле возвышения 60° против 40° у прототипа. Последнее теоретически позволяло использовать артиллерию среднего калибра для стрельбы по самолётам. Башни для «Нельсона» были изготовлены фирмой Армстронга, для «Роднея» — фирмой «Виккерс».
По проекту максимальный боевой запас на ствол составлял 168 фугасных и 20 учебных снарядов, плюс 72 дымовых на корабль. Максимальный боевой запас при вводе в строй составил 135 полубронебойных с наконечником, 15 фугасных и 24 учебных снаряда, плюс 72 дымовых на весь корабль. Обычный запас в мирное время составлял по 100 снарядов на ствол.
Для учебных стрельб в башнях были установлены двенадцать 3-фунтовых стволов.
| Основные ТТХ использовавшихся орудий                   | Основные ТТХ использовавшихся орудий | Основные ТТХ использовавшихся орудий | Основные ТТХ использовавшихся орудий | Основные ТТХ использовавшихся орудий | Основные ТТХ использовавшихся орудий | Основные ТТХ использовавшихся орудий | Основные ТТХ использовавшихся орудий | Основные ТТХ использовавшихся орудий | Основные ТТХ использовавшихся орудий |
| Орудие                                                 | 16"/45 Mark I                        | 6"/50 BL Mark XXII                   | 4.7"/40 QF Mark VIII                 | Vickers 2-pdr QF Mark II             | Vickers 2-pdr Mark VIII              | Vickers 2-pdr Mark VIII              | 40 mm/56.3 QF Mark I                 | 20 mm/70 Mark I                      | 20 mm/70 Mark I                      |
| ------------------------------------------------------ | ------------------------------------ | ------------------------------------ | ------------------------------------ | ------------------------------------ | ------------------------------------ | ------------------------------------ | ------------------------------------ | ------------------------------------ | ------------------------------------ |
| Калибр/ длина ствола, калибров                         | 406-мм/45                            | 152-мм/50                            | 120-мм/40                            | 40-мм/39                             | 40-мм/39                             | 40-мм/39                             | 40-мм/56                             | 20-мм/70                             | 20-мм/70                             |
| Год разработки                                         | 1922                                 | 1921                                 | 1925                                 | 1914                                 | 1923                                 | 1923                                 | 1941                                 | 1939                                 | 1939                                 |
| Масса орудия без замка (с замком), кг                  | 107 700                              | 8992                                 | 3010                                 | (249)                                | (259,5)                              | (259,5)                              | (508)                                | 20,865                               | 20,865                               |
| скорострельность в/мин теоретическая                   | 1,5                                  | 5                                    | 15                                   | 200                                  | 115                                  | 115                                  | 120                                  | 450                                  | 450                                  |
| практическая                                           |                                      | 4                                    | 8—12                                 | 50—75                                | 96—98                                | 96—98                                |                                      | 250—320                              | 250—320                              |
| Тип заряжания                                          | картузное                            | картузное                            | унитарное                            | унитарное                            | унитарное                            | унитарное                            | унитарное                            | унитарное                            | унитарное                            |
| Масса заряда, кг                                       | 224,5 кг SC280                       | 14,1 кг SC 150                       | 4,63 кг SC103                        | 0,11 кг HSCT/K 134—055               | 0,13 кг HSCT/K 134—055               | 0,13 кг HSCT/K 134—055               | 0,248 кг Cordite W                   | 0,029 кг NC                          | 0,029 кг NC                          |
| Тип снаряда                                            | бронебойный AP Mark IB               | коммон CPBC Mark XXVB                | фугасный                             | фугасный HE LV                       | фугасный HE HV                       | фугасный HE HV                       | фугасный                             | фугасный                             | фугасный                             |
| Масса снаряда, кг                                      | 929                                  | 45,36                                | 22,68                                | 0,9                                  | 0,764                                | 0,764                                | 0,894                                | 0,123                                | 0,123                                |
| Начальная скорость, м/с                                | 788                                  | 898                                  | 749                                  | 585                                  | 732                                  | 732                                  | 829                                  | 844                                  | 844                                  |
| Живучесть ствола, выстрелов                            | 200—250                              | 600                                  | 1050—1200                            | 5000                                 | 7200                                 | 7200                                 | 9500                                 | 9000                                 | 9000                                 |
| Максимальная дальность, м                              | 34 750                               | 23 590                               | 14 780                               | 3475                                 | 6220                                 | 6220                                 | 9830                                 | 4389                                 | 4389                                 |
| эффективная, м                                         |                                      |                                      |                                      | 1100                                 | 1555                                 | 1555                                 | 2700—3200                            | 915                                  | 915                                  |
| досягаемость по высоте, м                              |                                      |                                      | 9750                                 |                                      | 3960                                 | 3960                                 | 7160                                 | 3048                                 | 3048                                 |
| Установка                                              |                                      |                                      |                                      |                                      |                                      |                                      |                                      |                                      |                                      |
| Обозначение                                            | Mark I                               | Mark XVIII                           | HA Mark XII                          | Mark II HA                           | Mark V                               | Mark VII                             | US Mk II                             | Mark I                               | Mark IX?                             |
| Количество стволов                                     | 3                                    | 2                                    | 1                                    | 1                                    | 8                                    | 4                                    | 4                                    | 1                                    | 2                                    |
| Масса вращающейся части, т                             | 1503,68                              | 76,204                               | 12,561                               | 0,711                                | 15,3                                 | 8,7                                  | 10,6                                 | 0,520?                               | 1,248                                |
| Углы возвышения                                        | −3 / +40                             | −5 / +60                             | −5 / +90                             | −5 / +80                             | −10 / +80                            | −10 / +80                            |                                      | −5 / 85                              | −5 / 85                              |
| Скорость наведения вертикального/горизонтального, гр/с | 10 / 4                               | 8 / 5                                | 10/10                                | ручное                               | 15/15                                | 25/25                                |                                      | ручное                               | ручное                               |

#### Зенитная артиллерия

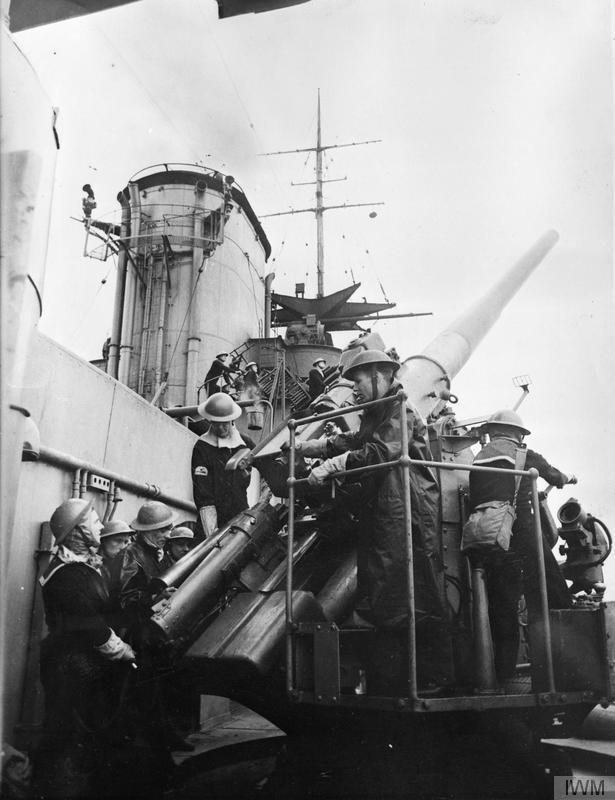
120-мм зенитное орудие Mk VIII

В качестве зенитных орудий дальнего действия кроме 152-мм орудий использовались шесть 120-мм 43-калиберных орудия Mk.VIII. Они устанавливались на незащищённых лафетах Mk.XII с углом возвышения до 90°. Два орудия находились на юте, и четыре — по бокам кормовой надстройки. Они имели хорошие углы обстрела, но выполнить требования «Комиссии по ПВО на боевых кораблях» не удалось, и вместо четырёх орудий в каждом секторе стрельбы новые линкоры имели по три, а в некоторых секторах всего два орудия. В теории прямо по носу могли стрелять все четыре орудия, расположенные по бортам надстройки. Но по факту, если самолёт пересекал курс корабля, цель необходимо было передавать от орудий одного борта к орудиям другого борта. В корму могли стрелять все шесть орудий, при этом орудия, расположенные на юте, перекрывали кормовой сектор на 41 градус противоположного борта. Для учебных стрельб каждому орудию придавался 2-фунтовый ствол.
Максимальный боезапас по проекту составлял 211 снарядов на ствол и ещё дополнительно 20 дымовых на весь корабль. По готовности максимальный боезапас составлял по 175 фугасных снарядов на ствол и на корабль 150 осветительных и 20 дымовых трассирующих. Обычно боезапас в мирное время не превышал 100 снарядов на ствол.
Штатно зенитное вооружение ближнего радиуса действия должны были составлять четыре 40-мм восьмиствольных автомата «Пом-пом». Но на момент ввода в строй установки произвести не успели, и на линкоры временно вместо них установили восемь одноствольных 2-фунтовых (40-мм) зенитки Mk.II. Четыре зенитки стояло по бокам мостика на уровне боевой рубки, ещё четыре — на кормовой надстройке.
Кроме этого, в состав вооружения в начале эксплуатации входили четыре 3-фунтовые салютные пушки «Гочкис», одна 12-фунтовая скорострельная десантная пушка, 10 7,62-мм зенитных пулемётов «Льюис» на пяти спаренных лафетах, ещё четыре таких же пулемёта на одиночных лафетах и пять 7,62-мм зенитных пулемётов «Виккерс» на лафетах.
Во время Второй мировой войны состав зенитного вооружения постоянно увеличивался и к концу войны был заметно усилен.

#### Торпедное и противоминное вооружение
Новые линкоры стали первыми и единственными кораблями королевского флота, получившими на вооружение торпеды Mk.I калибра 622 мм. Торпеда имела вес 2552 кг и боевую часть 337 кг ТНТ. При скорости в 35 узлов торпеда за 12 мин 51 сек могла пройти 13,7 км, а при 30 узлах — за 20 минут 27,5 км. Два подводных бортовых торпедных аппарата располагались в носовой оконечности вне броневой цитадели. На скоростных кораблях, чтобы торпеда набегающим потоком воды не заклинивалась в торпедном аппарате, перед выстрелом из торпедного аппарата выдвигалась специальная направляющая. Однако при этом торпеду могло защемить в аппарате при слишком большой бортовой или килевой качке. На «Нельсоне» и «Роднее» эту проблему удалось решать за счёт того, что их скорость была невелика и торпедные аппараты были размещены под небольшим углом к диаметральной плоскости. Это позволило в том числе отказаться от выдвигающейся направляющей. Обычный боевой запас в мирное время составлял 10 торпед Mk.I.
В состав вооружения линкоров входили 4 паравана типа В.V. При этом первоначально применялись параваны типа В.III**, до исчерпания их запаса на складах.

#### Приборы управления стрельбой
Управление стрельбой главным калибром осуществлялось из носовой и кормовой боевых рубок. К каждой боевой рубке был придан командно-дальномерный пост (КДП) с 4,57-м дальномером. Дополнительно каждая башня главного калибра оснащалась 12,5-метровым дальномером. Имелся также резервный пост управления стрельбой в бронированном куполе на крыше носовой боевой рубки. Он не имел своего дальномера и получал данные по дальности от башенных дальномеров.
Управление стрельбой среднего калибра осуществлялось с помощью располагавшихся по бортам от КДП главного калибра четырёх КДП с 3,65-м дальномерами. Все КДП среднего и главного калибра имели гидравлический привод.
Под броневой палубой располагался центральный артиллерийский пост (ЦАП). В нём находились система контроля и управления стрельбой и передачи данных адмиралтейского типа Mk.I (модифицированная версия «столика Дрейера») и два указателя типа «S» для управления огнём среднего калибра.
Связь между ЦАП, боевыми рубками и всеми постами осуществлялась посредством системы передачи «асинхронного типа». В отличие от предыдущей системы «шаг за шагом» данные целеуказания передавались на большее число постов, а при передаче целеуказания с одного командного поста на другой не требовалась проверка синхронности передачи данных. Также новая система не требовала новой настройки при пропаже напряжения в сети. В целом система была дороже, и из-за её сложности существовали опасения в её надёжности. При эксплуатации было выявлено, что новая система при работе на больших скоростях обладает меньшей точностью, чем старая.
Дополнительно на платформе постов управления стрельбой имелись два тактических 2,74-м дальномера. Также имелись шесть пеленгаторов (сигнализаторов облучения) — по два на компасной площадке, командирском и адмиральском мостиках.
Для управления боевыми прожекторами имелись четыре прибора «Evershed» — по два на платформе постов управления стрельбой и на командирском мостике. Ещё два прибора «Evershed» на командирском мостике использовались для наведения при стрельбе осветительными снарядами.
Для управления зенитным огнём позади надстройки на уровне других постов управления стрельбой находилась специальная рубка. На платформе поверх рубки, по бортам, находились два открытых поста. В середине платформы находился 3,65-м зенитный дальномер, визир системы «Evershed» и указатели изменения пеленга на цель. Вычислительный пост для зенитной стрельбы находился рядом с рубкой.
Для управления торпедной стрельбой предназначались два поста по бокам дымовой трубы. Каждый из них оснащался 4,57-м дальномером. Визиры торпедной стрельбы находились по бокам платформы адмиральского мостика.

#### Радиотехнические средства
К началу войны на вооружении линкоров стали появляться радары. Состав радиолокационных станций (РЛС) постоянно менялся и увеличивался по мере их развития. Первыми были установлены РЛС метрового диапазона для обнаружения воздушных целей. Затем были установлены станции сантиметрового диапазона — артиллерийские РЛС и РЛС обнаружения надводных целей. В 1943 году немцы разработали управляемые авиабомбы. Они управлялись по радио, поэтому для срыва их наведения на корабли королевского флота были установлены системы постановки помех типа «650», глушившие управляющий сигнал.
| Основные ТТХ использовавшихся радиотехнических средств | Основные ТТХ использовавшихся радиотехнических средств | Основные ТТХ использовавшихся радиотехнических средств | Основные ТТХ использовавшихся радиотехнических средств | Основные ТТХ использовавшихся радиотехнических средств               | Основные ТТХ использовавшихся радиотехнических средств | Основные ТТХ использовавшихся радиотехнических средств | Основные ТТХ использовавшихся радиотехнических средств | Основные ТТХ использовавшихся радиотехнических средств | Основные ТТХ использовавшихся радиотехнических средств |
| Станция                                                | Длина волны                                            | Мощность сигнала, кВт                                  | Дальность обнаружения, миль                            | Назначение                                                           | «Родней»                                               | «Родней»                                               | «Родней»                                               | «Нельсон»                                              | «Нельсон»                                              |
| Станция                                                | Длина волны                                            | Мощность сигнала, кВт                                  | Дальность обнаружения, миль                            | Назначение                                                           | сентябрь 1941                                          | июнь 1942                                              | конец 1944                                             | май 1942                                               | конец 1944                                             |
| ------------------------------------------------------ | ------------------------------------------------------ | ------------------------------------------------------ | ------------------------------------------------------ | -------------------------------------------------------------------- | ------------------------------------------------------ | ------------------------------------------------------ | ------------------------------------------------------ | ------------------------------------------------------ | ------------------------------------------------------ |
| тип 271                                                | 10 см                                                  | 5-90                                                   | 10-25                                                  | РЛС обнаружения надводных целей                                      | 1                                                      |                                                        |                                                        |                                                        |                                                        |
| тип 273                                                | 10 см                                                  | 5-90                                                   | 10-25                                                  | РЛС обнаружения надводных целей                                      |                                                        | 1                                                      |                                                        |                                                        |                                                        |
| тип 79                                                 | 7 м                                                    | 70                                                     | 60                                                     | РЛС обнаружения воздушных целей                                      |                                                        |                                                        |                                                        |                                                        |                                                        |
| тип 279                                                | 7 м                                                    | 70                                                     | 100                                                    | РЛС обнаружения воздушных целей                                      |                                                        |                                                        |                                                        |                                                        |                                                        |
| тип 281                                                | 3,5-4 м                                                | 350                                                    | 120                                                    | РЛС обнаружения воздушных целей                                      | 1                                                      | 1                                                      | 1                                                      | 1                                                      | 1                                                      |
| тип 240                                                |                                                        |                                                        |                                                        | Система распознавания свой-чужой. Антенна поверх антенны РЛС тип 281 |                                                        |                                                        | 1                                                      |                                                        | 1                                                      |
| тип 282                                                | 50 см                                                  | 25                                                     | 3,5                                                    | артиллерийский радар мелкокалиберной зенитной артиллерии             |                                                        | 5                                                      | 5?                                                     | 5                                                      | 2?                                                     |
| тип 283                                                | 50 см                                                  | 25                                                     | 8,5                                                    | РЛС для ведения заградительного огня                                 |                                                        | 4                                                      | 4                                                      | 4                                                      | 4                                                      |
| тип 284                                                | 50 см                                                  | 25                                                     | 10                                                     | артиллерийский радар ГК                                              | 1                                                      | 1                                                      | 1                                                      | 1                                                      | 1                                                      |
| тип 285                                                | 50 см                                                  | 25                                                     | 8,5                                                    | артиллерийский радар зенитной артиллерии дальнего действия           |                                                        | 1                                                      | 1                                                      | 2                                                      | 2                                                      |
| тип 650                                                |                                                        |                                                        |                                                        | Система постановки помех                                             |                                                        |                                                        | 1                                                      |                                                        | 1                                                      |

#### Авиационное вооружение

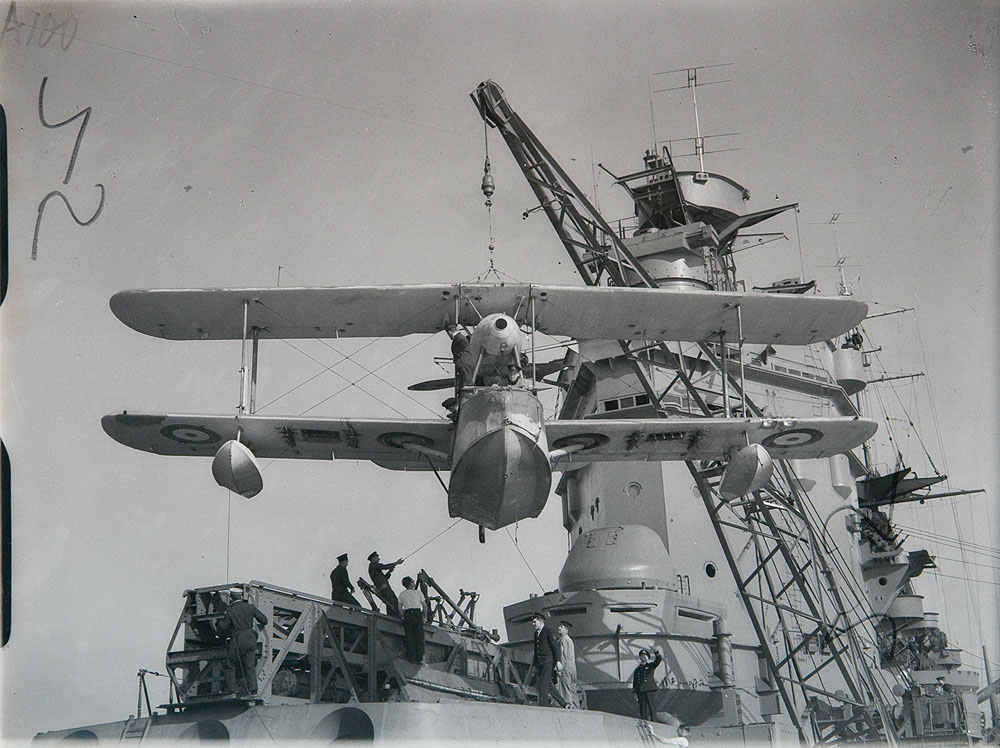
Погрузка гидросамолёта «Супермарин Валрус» на катапульту линкора «Родней»

По проекту линкоры типа «Нельсон» не несли авиационного вооружения и вступили в строй без него. В конце 1930-х годов была запланирована обширная модернизация линкоров, в ходе которой собирались установить гидросамолёт и катапульту. Рассматривались два варианта их размещения. В первом варианте планировалась установка самолётного ангара и катапульты на спардеке. По второму варианту катапульта устанавливалась на крыше возвышенной башни «Х», и самолёт размещался непосредственно на ней.
Запланированную модернизацию в полном объёме до начала войны произвести не удалось, и катапульту на башне «Х» получил только «Родней» во время ремонта в сентябре — ноябре 1938 года. Для подъёма гидросамолёта с воды по левому борту от надстройки был установлен кран. В качестве бортового гидросамолёта использовалась летающая лодка «Супермарин Валрус». Максимальная взлётная масса самолёта составляла 3650 кг. Крейсерская скорость составляла 154 км/ч на высоте в 2000 м. Боевой радиус составлял 266 км. Во время войны возникла потребность в усилении зенитного вооружения, и место под него искали где только было возможно. Поэтому в конечном счёте крышу башни «Х» решили освободить под дополнительные зенитные автоматы, и во время ремонта с 14 по 31 мая 1943 года в Плимуте катапульта была демонтирована.

### Энергетическая установка
Основной проблемой при разработке силовой установки было требование уложиться в жёсткие ограничения по водоизмещению. По расчётам для достижения 23 узлов можно было использовать двухвальную установку с винтами большого диаметра и скоростью вращения в районе 160 оборотов в минуту. При рассмотрении проекта «О-3» рассматривались три варианта:
- «А» — двухвальная установка, по компоновке подобная проекту «N-3». Восемь котлов. Машинные отделения впереди котельных, частота вращения на полном ходу 150 оборотов в минуту.
- «Б» — двухвальная установка с расположением котельных отделений по стандартной схеме впереди машинных отделений. Восемь котлов, частота вращения на полном ходу 160 оборотов в минуту.
- «В» — четырёхвальная турбоэлектрическая установка. Максимальная частота вращения 220 оборотов в минуту.

Вариант «В» был достаточно быстро отброшен. При классической компоновке вариант «Б» занимал меньше места и был более лёгким. Но при компоновке проекта «О-3» становился выигрышным вариант «А». Предварительные расчёты показали, что масса двухвальной силовой установки мощностью 45 000 л. с. и скоростью вращения валов в 160 об/мин на максимальном ходу составит 2000 длинных тонн (2032 т). 5 января 1922 года после совместного обсуждения DNC и начальником инженерного департамента (англ. Engineer in Chief) и был выбран этот вариант. Включая вспомогательные механизмы, вес энергетической установки не должен был превышать 2000 дл. т.
После более детальных расчётов прогнозируемая масса установки начала увеличиваться. К 9 февраля её вес достиг 2030 дл тонн, а к 19 мая — уже 2080 дл. тонн (2113 т). 30 мая главный кораблестроитель запросил начальника инженерного отдела о возможности снижения веса установки. 30 июня тот ответил, что вес возможно уменьшить только за счёт увеличения скорости вращения винтов до 180—200 об/мин. При этом несколько падал КПД винтов, зато масса установки снижалась до нужного значения. От реализации этой идеи отказались.
Была проведена работа по экономии веса, и в сентябре 1922 года в окончательном проекте энергетической установки её масса составила 2054 дл. тонны (2087 т). Снижение веса произвели за счёт уменьшения веса вспомогательного оборудования, использования алюминиевых сплавов и хранения на берегу, а не на борту, подъёмных механизмов для монтажа турбин. Рассматривался вариант отказа от установки подогрева нефти. Некоторые сорта нефти требовали разогрева нефти перед использованием, и это оборудование весило порядка 30 т. Но это предложение не было реализовано.
Линкоры типа «Нельсон» получили двухвальную силовую установку с приводом от турбинных агрегатов типа Браун-Кёртис с использованием одноступенчатого редуктора. На каждый вал работали турбина высокого давления переднего хода и турбины низкого давления переднего и заднего хода. Пар подводился к турбинам высокого давления под давлением 14,1 атм. при температуре перегрева 166° С. Отдельных крейсерских турбин не было. Для экономии топлива на крейсерских ходах на каждой турбине высокого давления была установлена специальная ступень крейсерского хода. Диаметр трёхлопастных винтов составлял 5,03 метра с шагом 5,94 м. Проектная мощность механизмов 45 000 л. с., что по расчётам позволяло развить 23 узла при 160 оборотах в минуту для винтов. При эксплуатации в условиях открытого моря максимальная мощность ограничивалась 40 500 л. с., что позволяло развить 22 узла. Машинная установка располагалась впереди котельных отделений и занимала два отсека. Это было обусловлено её бо́льшими габаритами по сравнению с котельными отделениями и желанием обеспечить максимально возможную глубину подводной конструктивной защиты. В переднем отсеке находились турбины, в заднем — редукторы. Каждый отсек делился продольной переборкой на два отделения правого и левого борта.
Па́ром установку снабжали восемь водотрубных котлов адмиралтейского типа. Каждый котёл оснащался тремя барабанами и пароперегревателем. Максимальное давление пара составляло 17,5 атм. Котлы были разбиты на две группы, каждая в своём отсеке. Каждый отсек также разбивался продольной переборкой на два отделения, с размещением по одному котлу возле передней и задней стенок. Размещение котельных отделений позади машинных, кроме всего прочего, позволило сдвинуть дымовую трубу как можно дальше от башен главного калибра и надстройки, что должно было снизить задымление приборов управления артиллерийским огнём. Но на практике оказалось, что дымовая труба недостаточно высокая, и при определённых условиях дым всё равно относило на мостики.
В проекте новых линкоров было значительно увеличено количество оборудования с питанием электроэнергией вместо пара. В финальном проекте пришлось пойти на уменьшение количества электрогенераторов с восьми до шести, мощностью по 300 кВт каждый. Четыре из них через зубчатую передачу приводились во вращение от турбин, ещё два имели привод от дизелей.
«Нельсон» проводил ходовые испытания 21 и 28 мая на мерной миле Вестлу (англ. WestLooe) в Корнуолле. 24 мая при водоизмещении 33 636 т при достигнутой мощности 46 031 л. с. он развил скорость в 23,55 узла. 10 августа 1927 года линкор был передан флоту и 15 августа вступил в состав Атлантического флота.
«Родней» проводил испытания на той же мерной миле и 7 сентября 1927 года развил скорость 23,8 узла при мощности 45 614 л. с. и водоизмещении 33 660 т. Он вступил в строй 7 декабря 1927 года, став флагманом Атлантического флота.
При боевом водоизмещении запас топлива составлял 3807 дл. тонн (3868 т) для «Нельсона» и 3770 дл. тонн (3830 т) для «Роднея». Запас дизельного топлива составлял 162 дл. тонны (164,6 т) для «Нельсона» и 161 дл. тонну (163,6 т) для «Роднея». Расход топлива составлял 16 дл. тонн в час (16,25 т/час) на полном ходу и 7,5 дл. тонн (7,62 т) на скорости в 16 узлов. Поэтому запаса топлива по расчётам должно было хватить на 5000 миль на полном ходу и 7000 миль на 16 узлах.

## Модернизации мирного времени

Предложенная схема установки дополнительного нижнего броневого пояса

До 1936 года модернизации проводились на обоих линкорах почти одновременно, и различия в них были минимальны. В начале 1930-х годов началась разработка проектов новых линкоров и проводились обширные эксперименты с различными схемами бронирования. В 1931 году во время опытного расстрела дредноута «Имперор оф Индия» снаряд взорвался на обшивке борта ниже броневого пояса. Взрыв вызвал обширные повреждения, из-за чего был сделан вывод о необходимости разработки защиты от поднырнувших снарядов для линкоров типа «Нельсон». Было предложено установить нижний броневой пояс, который представлял бы собой бронированный скос палубы. Также было предложено защитить носовую оконечность, забронировав промежуточную палубу.
Зенитное вооружение также было решено усилить за счёт снятия 152-мм орудий и установки одного из трёх вариантов вооружения:
- по четыре спаренные 133-мм универсальные установки по каждому борту, два дополнительных автомата «Пом-Пом» и катапульта для гидросамолётов поверх башни «Х»;
- по пять спаренных 114-мм универсальных орудий по каждому борту, два дополнительных автомата «Пом-Пом», установка самолётного ангара и катапульты на спардеке;
- по три спаренные 133-мм универсальные установки по каждому борту, два дополнительных автомата «Пом-Пом», установка катапульты поверх башни «Х».

Обширную модернизацию произвести до начала 1940 года было невозможно, поэтому решили ограничиться установкой дополнительного бронирования во время капитального ремонта в 1937—1938 годах. Общая смета затрат оценивалась в 330 000 фунтов стерлингов. Однако верфи были сильно загружены, и работы были начаты только на «Нельсоне», а по «Роднею» в декабре 1938 года было принято решение отложить работы.
Но и на «Нельсоне» полный объём работ по усилению бронирования провести не удалось, ограничились лишь установкой дополнительного бронирования в носовой оконечности. Во время ремонта в Портсмуте с конца 1937 по январь 1938 года на промежуточной палубе были настелены слои плит толщиной 70 и 76 мм. Для непосредственной защиты погребов на палубе платформы с 80 по 84 шпангоут настелили слой 102-мм плит и установили по 80 шпангоуту продольную переборку.
Всего же до войны были проведены следующие модернизации и изменения внешнего вида.

#### «Нельсон»
При вводе в строй в 1927 году
Два ряда окон на уровне капитанского мостика, адмиральский мостик сдвинут в корму по отношению к капитанскому. Были установлены 8 одноствольных 40-мм зениток — четыре на платформе на уровне боевой рубки, четыре в корме на шлюпочной палубе.
1930 год
Взамен старого зенитного директора установлен новый HACS Mk I. Форма платформы управления артиллерийским зенитным оружием (УАЗО) изменена с ромбовидной на округлую. Устроена новая компасная платформа на уровне адмиральского мостика, что расширило его до переднего края надстройки. Верхний край окон на капитанском мостике зашит. Под нижними окнами надстройки установлены экраны для отражения дульных газов. По бортам надстройки под окнами капитанского мостика устроены неширокие спонсоны.
1931 — 1932 годы
На надстройке на мостике был установлен 2,74-м дальномер. Радиостанция «тип 71.FM» была заменена на «тип 75».
1933 год
Добавлены трапы в нижней части надстройки.
1934 год
Демонтирован директор торпедной стрельбы по правому борту, на его месте смонтирована восьмиствольная установка Mk.V 40-мм зенитных автоматов «Пом-Пом». Одноствольные 40-мм автоматы сняты. По правому борту надстройки у нижней части рубки устроен спонсон. Антенна радиопеленгатора установлена на брам-стеньгу фок-мачты. Директор Mk I зенитных автоматов «Пом-Пом» установлен на платформу управления артиллерийским оружием (УАО).
1935 год
С внутреннего прожекторного мостика сняты 18-дюймовые сигнальные прожекторы. В задней части платформы УАО установлена большая рубка. По левому борту от надстройки на верхней палубе установлен кран для авиационных испытаний, оставленный после их окончания. По задним углам надстройки на уровне прожекторного мостика устроены платформы с установкой на каждой 12,7-мм пулемётов в четырёхствольной установке Mk I.
1936 год
36-дюймовые боевые прожектора заменены на 44-дюймовые.
1937 год
Платформа УАО продлена вперёд до уровня остальных мостиков. Торпедный директор левого борта снят, на его месте установлена восьмиствольная установка Mk.V 40-мм зенитных автоматов «Пом-Пом». Временно на переднюю 120-мм установку левого борта был поставлен щит, который сняли к марту 1938 года. Буквы «NE» нанесены на крышу башни «Х». Закрашены к сентябрю 1939 года. На башню «В» нанесены опознавательные знаки нейтралитета — красные, белые и синие полосы.
июнь 1937 — январь 1938 года
Ремонт в Портсмуте. Рулевой механизм доработан с целью получения большей стойкости к подводным взрывам. Настелено дополнительное бронирование на промежуточную палубу в носовой оконечности. На зенитной платформе были сняты директор HACS Mk I и зенитный вычислительный пост, который был перенесён в отсек ниже броневой палубы. Установлены два зенитных директора HACS Mk III. Передний был размещён выше заднего. Сама зенитная платформа для размещения новых директоров была расширена. Расширена и платформа УАО, теперь она заканчиваясь в носовой части вровень с нижележащими мостиками. Изменена окраска шлюпок.

#### «Родней»
1927 год, при постройке
2 ряда окон на капитанском мостике. Адмиральский мостик в задней части надстройки. Установлены 8 одноствольных 40-мм автоматов: четыре на платформе по бокам надстройки, 4 в кормовой части шлюпочной палубы.
1930 год.
На платформе УАЗО установлен новый зенитный директор HACS Mk I взамен старого зенитного директора. Форма платформы УАЗО вместо ромбовидной стала округлой.
1931 год
Верхний ряд окон на капитанском мостике зашит листовым материалом, под нижним рядом окон установлены рассекатели дульных газов.
1931 — 1932 год
Радиостанция «тип 71.FM» была заменена на «тип 75».
1932 год
2,74-м («9-футовый») дальномер установлен в задней части платформы УАО. У основания надстройки позади боевой рубки установлен спонсон. Никакого оборудования на нём размещено не было. В стенке надстройки позади него сделан треугольный вырез. Снят КДП торпедного вооружения по правому борту. На его месте установлена восьмиствольная установка Mk V 40-мм автоматов «Пом-Пом». Одноствольные 40-мм автоматы сняты.
1934 год
На платформе УАО установлены директоры Mk I для управления «Пом-Помами».
1935 год
Дальномерная площадка на платформе УАО расширена в корму. Снят КДП торпедным вооружением по левому борту. На его месте смонтирована восьмиствольная установка Mk V 40-мм автоматов «Пом-Пом». По кормовым углам надстройки на уровне прожекторной платформы на спонсонах смонтированы две четырёхствольные установки Mk II 12,7 мм пулемётов.
1936 год
Открытая компасная платформа устроена поверх прежней закрытой, впереди окон адмиральского мостика. Перед окнами адмиральского мостика установлены рассекатели ветра. Внутренние сигнальные 457-мм прожектора сняты с прожекторной платформы. 914-мм боевые прожектора заменены на 1117-мм.
1937 год
В качестве опознавательных знаков нейтрала на башню «В» нанесены красные, белые и голубые полосы.
Сентябрь — ноябрь 1938 года
Рулевой привод усилен с целью лучшего противостояния подводным взрывам. На окнах капитанского мостика в нижней части установлены щитки, уменьшающие их размер. Снята брам-стеньга с грот-мачты. Установлена фок-мачта на платформу УАЗО. Установлена катапульта на башню «Х». Для работы с гидросамолётами установлен кран на верхней палубе по левому борту от надстройки. На юте установлена восьмиствольная установка Mk VI автоматов «Пом-Пом». На топах фок и грот-мачты установлены антенны радара обнаружения воздушных целей типа «79Y» — первый радар на британском линкоре.
Итоги модернизаций
К 1939 году для управления огнём главным калибром на обоих линкорах стояли два закрытых КДП и один вычислительный пост системы Mk.I. Для управления стрельбой средним калибром стояли четыре КДП и четыре целеуказателя типа «S». Для управления стрельбой автоматов «Пом-Пом» стояли два поста с системой управления стрельбой типа «Mk.I*». Для управления огнём зениток на «Нельсоне» стояла система управления стрельбой «Mk.III*», а на «Роднее» типа «Mk.I».

## Модернизации военного времени
При указании расположения 20-мм орудий, если указывается положение больше, чем для одной установки, значит, что половина этого количества установлена по правому борту, а вторая — по левому. Зенитные установки, располагавшиеся внутри «стакана», образованного круговой стенкой, помечены знаком (С).
Изменения в окраске производились во время текущих ремонтов и потому даны вместе с описанием модернизаций. В описании схем окраски даны коды цветов, применявшихся в королевском военно-морском флоте Великобритании. Их палитра и название приведены в нижеследующей таблице.
| Цвета, использовавшиеся при окраске линкоров типа «Нельсон» | Цвета, использовавшиеся при окраске линкоров типа «Нельсон» | Цвета, использовавшиеся при окраске линкоров типа «Нельсон» | Цвета, использовавшиеся при окраске линкоров типа «Нельсон» |
| Код цвета                                                   | Название (англ.)                                            | Название (руск.)                                            | Палитра                                                     |
| ----------------------------------------------------------- | ----------------------------------------------------------- | ----------------------------------------------------------- | ----------------------------------------------------------- |
| 507A/G10                                                    | dark grey/battleship grey                                   | тёмно-серый                                                 |                                                             |
| 507B/MS3                                                    | medium grey/ medium grey green                              | серый/серо-зеленый                                          |                                                             |
| 507C/G45                                                    | light grey                                                  | светло-серый                                                |                                                             |
| B5                                                          | blue grey                                                   | серо-голубой                                                |                                                             |
| B6                                                          | mid-grey                                                    | светло-серый                                                |                                                             |
| MS4                                                         | brown olive                                                 | коричневый оливковый                                        |                                                             |
| PB10                                                        | dark ultramarine blue                                       | темный ультрамарин                                          |                                                             |
| MS2                                                         | mid olive                                                   | оливковый                                                   |                                                             |
| B20                                                         | medium blue                                                 | голубой                                                     |                                                             |

### «Нельсон»
14 декабря 1939 — 4 января 1940 года
Ремонт в Лох-Ю. Установлен кабель размагничивающего устройства.
8 января — 29 июня 1940 года
С 8 января — 8 июня 1940 года ремонт в Порстмуте и далее до 29 июня 1940 года установка радара и его испытания в Гриноке
Ремонт повреждений после подрыва на мине. Демонтированы кормовые КДП 152-мм орудий. Шлюпочная палуба вокруг 120-мм зениток, расположенных на миделе, получила противоосколочную защиту. Снята брам-стеньга с грот-мачты. На зенитной платформе установлена фок-мачта. Антенна пеленгатора (DF — Direction-finder) перенесена с грот-мачты на фок-мачту. На месте демонтированных КДП 152-мм орудий установлены две восьмиствольные установки Mk VI 40-мм автоматов «Пом-Пом». На юте установлена одна восьмиствольная установка Mk V «Пом-Пом». Установлены четыре ПУ 178-мм неуправляемых зенитных ракет UP — две на башне «B» и две на башне «X». На 120-мм орудия установлены защитные щиты. Установлен радар типа «279» предупреждения о воздушном нападении, его приёмная антенна установлена на фок-, а передающая на грот-мачте. Рубки приёмного и передающего постов размещены под соответствующими мачтами. Антенна радиопеленгатора типа «FM.2» установлена на передней части мостика, а его операторский пост поверх рубки РЛС.
22 апреля — 4 мая 1941 года
Докование в Дурбане.
2 октября 1941 — 20 апреля 1942 года
Ремонт в Гибралтаре и Росайте. Демонтирован спонсон по правому борту надстройки. Два старых директора для управления «Пом-Помами» заменены на директоры Mk III. Дополнительно установлены ещё три директора — два на грот-мачте и ещё один в кормовой части на юте. Все пять директоров получили радары тип «282». В кормовой части шлюпочной палубы, вокруг грот-мачты, установлены четыре директора для управления заградительным огнём. Каждый из них оснащён радарной станцией тип «283».
На платформе боевой рубки побортно устроены посты наблюдения за подводными лодками. Антенна пеленгатора (DF) с фок-мачты снята. Снят также наружный кабель размагничивающего устройства. С передних окон мостика сняты дефлекторы. Демонтированы торпедные аппараты. Торпедный отсек разделён переборками. Сняты ПУ 178-мм НУРСов. На башне «В» установлена восьмиствольная установка Mk VI 40-мм «Пом-Помов». Установлены 13 одиночных установок 20-мм «Эрликонов».
Усилено радиотехническое вооружение. Как уже упоминалось, установлены РЛС типов «282» и «283». На звездообразной платформе грот-мачты установлена РЛС обнаружения надводных целей типа «273». На носовой директор главного калибра установлен артиллерийский радар тип «284». На все зенитные директоры HACS установлены радары типа «285».
Раскраска корабля изменена на схему «Admiralty Disruptive».
21 сентября — 16 октября 1942 года
Текущий ремонт в Росайте. В передней части башни «Х» по диаметральной плоскости установлена одноствольная установка «Эрликон» (С), всего их число достигло 14.
31 мая — 7 июня 1943 года
Ремонт в Росайте. На надстройке на уровне прожекторного мостика установлена платформа в виде галереи. Сняты установки 12,7-мм пулемётов. Количество одноствольных 20-мм «Эрликонов» довели до 40, установив дополнительно 26 одноствольных установок. Слегка изменена камуфляжная раскраска. Места, закрашенные в MS3 на корпусе, перекрасили в цвет 507С. Часть панелей MS2 перекрасили в MS3.
7 ноября — 2 декабря 1943 года
Текущий ремонт в Росайте.
2 апреля — 7 мая 1944 года
Ремонт в Росайте. Заменены лейнеры 406-мм орудий. В связи с предполагавшимся участием линкора в десантной операции в Северной Франции рядом с фок-мачтой установлена система постановки помех радиоуправляемому оружию типа «650».
5 июня 1944 года  —  13 апреля 1945 года
С 5 июня 1944 года по 13 января 1945 года ремонт на военно-морской верфи в Филадельфии, США. Завершение работ с 1 февраля по 13 апреля 1945 года в Порстмуте.
Капитальный ремонт турбин. С боевой рубки снят вращающийся бронированный колпак. С грот-мачты убраны прожектора. По бокам капитанского мостика установлены отражатели ветра. На местах хранения шлюпок с обоих бортов устроены галерейные палубы. Для размещения дополнительных «Эрликонов» снята часть директоров управления «Пом-Помами». Установлены четыре четырёхствольные установки 40-мм «Бофорсов» — две над носовой боевой рубкой и две на шлюпочной палубе перед шлюпками. Для их наведения установлены четыре директора Mk 51 американского производства.
Дополнительно установили 21 одноствольный 20-мм «Эрликон», доведя их общее количество до 61. Они были расположены следующим образом.
| Местоположение одиночных «Эрликонов»                        | апрель 1942 | июнь 1943 | апрель 1945 |
| ----------------------------------------------------------- | ----------- | --------- | ----------- |
| на верхней палубе за носовым волнорезом                     |             | 4         | 8           |
| на верхней палубе позади башни «Х»                          |             | 2         | 2           |
| на передней кромке крыши башни «Х»                          |             | 1(С)      | 2(С)        |
| на средней части крыши башни «Х»                            |             | 2(С)      | 2(С)        |
| на задней части крыши башни «Х»                             | 2(С)        | 2(С)      | 2(С)        |
| на платформе перед боевой рубкой                            |             |           | 2           |
| на платформе по бокам боевой рубки                          |             | 2         | 2           |
| на платформе позади боевой рубки, на уровне её крыши        | 2(С)        | 2(С)      |             |
| на платформе УАО                                            | 2           | 4         | 4           |
| на спонсоне на уровне прожекторного мостика                 | 2           | 2         |             |
| на галерейной палубе в кормовой части прожекторного мостика |             | 4         | 6           |
| на верхней палубе между носовыми 120-мм орудиями            |             | 6         | 6           |
| на шлюпочной палубе между 120-мм орудиями                   | 2(С)        | 2(С)      | 4           |
| на платформе боевой рубки между 120-мм орудиями             |             |           | 4           |
| на галерейной палубе в районе размещения шлюпок             |             |           | 10          |
| на платформе грот-мачты                                     |             |           | 4           |
| в кормовой части шлюпочной палубы                           |             | 2(С)      | 2(С)        |
| по ДП на шлюпочной палубе позади 120-мм кормовых орудий     | 1(С)        | 1(С)      | 1(С)        |
| на юте между кормовыми 120-мм орудиями и «Пом-Помам»        |             | 2         | 2           |

«Нельсон» окрасили согласно стандартной адмиралтейской схеме (англ. Admiralty Standard Scheme).
По данным Робертса, всего было установлено 65 20-мм автоматов «Эрликон», но в апреле 1945 года четыре сняли, и их количество составило 61. Таким образом, всего к концу войны на «Нельсоне» было установлено 48 40-мм «Пом-Помов» (6×8), 16 40-мм автоматов «Бофорс» (4×4) и 61 одноствольный 20-мм «Эрликон».

### «Родней»
9—29 декабря 1939 года
Ремонт в Ливерпуле. Во время выхода Home Fleet в Северное море на «Роднее» произошла серьёзная поломка руля. Он был вынужден вернуться в Клайд. Были произведены работы по усилению передней части руля. Эти же работы были проведены и на «Нельсоне». Установлен внешний кабель размагничивающего устройства.
24 августа — 10 сентября 1940 года
Ремонт в Росайте. 2 одноствольных 20-мм «Эрликона» установлены по диаметральной плоскости на крыше башни «В»(С). Радар типа «79Y» модернизирован до уровня тип «279». Линкор окрашен в уникальную схему с применением зелёного, коричневого и 507C (светло-серый) цветов.
18 декабря 1940 по 13 января 1941 года
Ремонт в Росайте повреждений от шторма. Корабль перекрашен с использованием в основном цветов 507A (тёмно-серый) и 507B (серый).
13 июня — 11 августа 1941 года
Ремонт в Бостоне. Сняты кормовые КДП 152-мм орудий. По бокам надстройки на платформе боевой рубки устроены посты для наблюдения за подводными лодками. Во время ремонта сняты кормовые КДП 152-мм орудий, на их месте установлены две зенитные восьмиствольные установки Mk.VI «Пом-Пом». Вместо двух автоматов «Эрликон» на башне «В» установлена четырёхствольная установка Mk.VII 40-мм «Пом-Пом». Радар типа «279» заменён на тип «281» с рубкой приёмного поста позади мостика и посылающего поста позади грот-мачты. На марсе установлен радар типа «271» с рубкой-антенной. Установлен радар тип 284. Антенна радиопеленгатора типа «FM.2» установлена на носовой кромке мостика, а его операторский пост устроен поверх приёмной рубки радара 281. Убран спонсон справа от боевой рубки. Слегка изменена конфигурация мостика.
17 февраля — 3 мая 1942 года
Текущий ремонт в Ливерпуле. Замена лейнеров на 406-мм орудиях. Убраны 12,7-мм зенитные пулемёты. Платформы этих пулемётов использованы для установки директоров Mk.III автоматов «Пом-Пом». Все остальные директора «Пом-Помов» сняты. Ещё два директора Mk.III установлены на грот-мачте, и ещё один в кормовой части спардека. Все директора Mk.III оборудованы радаром типа «282».
По бортам и позади грот-мачты установлены четыре директора управления заградительным огнём с радаром типа «283». Радар типа «271» заменён на радар типа «273». Расширена платформа управления зенитным огнём, при этом сам пост размещён на возвышенной поворотной платформе. Установлен радар типа «285». Его операторская рубка размещена на крыше поста управления зенитным огнём, в кормовой части платформы УАЗО, а антенна радара установлена поверх рубки. Установлены семнадцать одиночных 20-мм зенитных автоматов «Эрликон».
23 августа — 19 сентября 1942 года
Росайт. Ремонт рулевого привода и котлов. Установлены дополнительно четыре одиночных «Эрликона». Предположительное расположение:
- два на юте позади 120-мм орудий, чуть впереди и ближе к борту, чем пара установленная ранее;
- ещё два на юте выше «Пом-Пома» (С).

14 — 31 мая 1943 года
Ремонт в Плимуте. Снята катапульта. На 120-мм орудия установлены щиты. Установили 36 одиночных «Эрликонов» (по данным Робертса — 35), доведя их общее число до 57.
| Местоположение одиночных «Эрликонов»                                                                      | май 1942 | июнь 1943 |
| --- | -------- | --------- |
| на верхней палубе перед носовым волнорезом                                                                |          | 10        |
| на верхней палубе напротив башни «В» за волнорезом                                                        | 2(С)     | 2(С)      |
| на заднем крае крыши башни «В»                                                                            |          | 2(С)      |
| на переднем крае крыши башни «Х» (Предположительно)                                                       |          | 2         |
| на заднем крае башни «Х»                                                                                  | 2(С)     | 2(С)      |
| на верхней палубе позади башни «Х»                                                                        |          | 4         |
| на крыше броневого колпака боевой рубки                                                                   |          | 1(С)      |
| на крыше боевой рубки                                                                                     | 1        | 2         |
| по бокам боевой рубки                                                                                     | 2        | 2         |
| на возвышенной платформе позади боевой рубки                                                              | 2(С)     | 2(С)      |
| на платформе УАО                                                                                          | 2        | 4         |
| на верхней палубе позади мостиков                                                                         | 2(С)     | 2(С)      |
| на шлюпочной палубе между 120-мм орудиями                                                                 | 2        | 2         |
| на верхней палубе — по одной установке перед каждой 152-мм башней                                         |          | 6         |
| на верхней палубе позади кормовых 152-мм башен                                                            |          | 2         |
| на крыше кормовых 152-мм башен                                                                            |          | 2         |
| в кормовой части шлюпочной палубы                                                                         |          | 2         |
| поверх кормового директора                                                                                |          | 1         |
| на юте перед кормовой установкой «Пом-Пом»                                                                |          | 2         |
| на юте позади 120-мм орудий, немного впереди и ближе к борту от предыдущей пары орудий (предположительно) |          | 2         |
| по диаметральной плоскости в кормовой части шлюпочной палубы                                              |          | 1         |
| на юте на площадке над кормовым «Пом-Помом»                                                               | 2        | 2         |
| ИТОГО | 17       | 57        |

Добавлены пять двухствольных установок «Эрликонов»:
- 2 на верхней палубе непосредственно под вторым 120-мм орудием (С);
- 2 на шлюпочной палубе позади одиночных установок «Эрликонов»;
- 1 на правой стороне крыши башни «В» (С).

Камуфляжная окраска нанесена на верхнюю палубу.
6 ноября  —  16 декабря 1943 года
Подготовлены чертежи для полной модернизации, но эти планы так и не были осуществлены. Камуфляжная окраска удалена с верхней палубы.
18 января — 30 марта 1944 года
Ремонт в Росайте. Корпусные работы для устранения течи. Сняты торпедные аппараты. Установлены два одиночных «Эрликона», местоположение неизвестно. Общее число одноствольных «Эрликонов», таким образом, доведено до 59 (по данным Робертса — до 58). Установлены «глушилки» типа «650» для постановки помех системе наведения радиоуправляемых бомб. Местоположение неизвестно.
30 августа  —  11 сентября 1944 года
Плимут. Срочный ремонт, скорее всего, связанный с необходимостью устранения повреждений от дульных газов 406-мм орудий при обстреле берега в Нормандии.
15 октября — 30 марта 1944 года
Текущий ремонт в Росайте.
К концу 1945 года на линкоре было 44 40-мм «Пом-Пома» (5×8 и 1×4) и 69 20-мм «Эрликонов» (5×2 и 59×1).

## Служба
| Корабль   | Верфь               | Закладка         | Спуск на воду | Введен в строй | Судьба                                                |
| --------- | ------------------- | ---------------- | ------------- | -------------- | ----------------------------------------------------- |
| «Нельсон» | Armstrong Whitworth | 15 ноября 1924   | 16 марта 1926 | 28 июня 1927   | В 1948 исключён из списков флота. Разделан на металл. |
| «Родней»  | Cammell Laird       | 15 сентября 1924 | 30 марта 1926 | 12 июля 1927   | В 1948 исключён из списков флота. Разделан на металл. |

По завершении постройки оба линкора вошли в состав Атлантического флота, который в 1932 году был реорганизован во Флот метрополии. «Нельсон» с момента ввода в строй до декабря 1940 являлся его флагманом. На короткий период с января по август 1940 года временно флагманом становился «Родней». Оба линкора активно использовались в годы войны, большую часть времени проводя в походах.

### «Нельсон»
В начале войны в 1939 году «Нельсон» совершил четыре выхода в Северное море для перехвата германских рейдеров и охраны норвежских конвоев. При возвращении из пятого похода 3 декабря 1939 года на входе в Лох-Ю линкор подорвался на магнитной мине, выставленной германской подлодкой «U-31». Взрыв произошёл под носовой оконечностью, вне пределов цитадели. Обшивка была вдавлена на 1,2 м, но выдержала, дав лишь небольшую течь. Затопления были небольшими и ограничились несколькими отсеками в носовой части. Погибших не было — количество раненых составило 74 человека. «Нельсон» отстаивался в Лох-Ю, пока протралят фарватер, а затем был переведён в Портсмут, где до августа 1940 года на нём производился ремонт.
После возвращения в строй в сентябре 1940 года участвовал в авианосном рейде к Норвегии (операция «DF»). В ноябре 1940 года привлекался к поискам в Северной Атлантике «карманника» «Адмирал Шеер». В начале 1941 года занимался прикрытием атлантических конвоев. В марте 1941 года принял участие в рейде к Лафотенским островам (операция «Клэймор»), прикрывал минные постановки между Фарерскими островами и Исландией (операция «SN69»). С мая прикрывал в Южной Атлантике конвои, идущие вокруг мыса Доброй Надежды. В июне 1941 года вернулся в Англию и позже был переведён в состав «соединения Н». Принял участие в проводках конвоев на осаждённую Мальту — операции «Сабстенс» в июле и «Халберд» в сентябре. 27 сентября 1941 года южнее Сардинии линкор подвергся атаке итальянской авиации и получил попадание авиационной торпедой в левый борт, в носовую оконечность перед башней «А», рядом с местом подрыва на мине. «Нельсон» принял 3700 т воды, что привело к увеличению осадки носом на 3,3 м. На Мальте был произведён временный ремонт, а восстановительный ремонт был произведён в Росайте и длился до марта 1942 года. Вошёл в состав Флота Метрополии и в августе принял участие в проводке очередного конвоя на Мальту — операции «Пьедестал». Затем был переведён в состав «соединения Н». Участвовал в операциях «Торч» (высадка в Северной Африке), «Хаски» (высадка на Сицилии), «Эваланш» (высадка у Салерно) и высадке в Калабрии в августе 1943 года (операция «Хаммер»).
В октябре 1943 года вернулся в состав Флота Метрополии. В июне 1944 года принял участие в операции «Оверлорд». 18 июня у побережья Нормандии подорвался на магнитной мине и был отправлен в США для ремонта. Ремонт производился в Филадельфии до января 1945 года и завершился в апреле 1945 года в Англии. В апреле 1945 года «Нельсон» ушёл в Индийский океан. Совместно с Ост-Индским флотом обстреливал в июле 1945 года береговые укрепления на острове Пхукет (операция «Лайвери»), принимал капитуляцию японских войск в августе в Пенанге (операция «Юрист») и в сентябре в Малайе (операция «Зиппер»).
Вернулся в Англию в ноябре 1945 года и до апреля 1946 года был флагманом Флота Метрополии. Затем был переведён в статус учебного корабля, а в октябре 1947 года выведен в резерв. 19 мая 1948 года был исключён из списков флота и позже использован в качестве учебной мишени для пилотов палубной авиации. В январе 1949 года продан на слом и 15 марта 1949 года прибыл на верфь для разделки на металл.

### «Родней»
«Родней» в 1939 году совершил пять выходов в Северное море для прикрытия конвоев с железной рудой из Норвегии или в попытке перехватить германские рейдеры — два раза в сентябре, один в октябре и два в ноябре. Во время пятого выхода в море 28 ноября 1939 года он получил серьёзные повреждения руля и был вынужден вернуться в Клайд, став на ремонт в Ливерпуле с 9 по 29 декабря.
В начале 1940 года на «Роднее» была выявлена течь сквозь обшивку между водонепроницаемыми переборками по 9 и 16 шпангоутам. Как временное решение корпус залатали и усилили в этом районе балками. Линкор принимал участие во время Норвежской компании, подвергнувшись 9 апреля 1940 года у побережья Норвегии налёту германской авиации. Получил попадание 500-кг бомбы в район машинных отделений. Бомба, к счастью для «Роднея», отскочив от броневой палубы, не разорвалась, поэтому повреждения были невелики. Бо́льшую проблему доставили два близких разрыва бомб. Это привело к усилению течи.
Для предотвращения высадки германских войск в Англии с июня по август 1940 года линкор базировался на Росайте. В сентябре он осуществлял прикрытие авианосного рейда в Норвегию, а в ноябре принимал участие в поиске «карманного линкора» «Адмирал Шеер». Во время сильного шторма 6—8 декабря 1940 года все помещения ниже промежуточной палубы были затоплены и открылась течь между 60 и 80 шпангоутами. Течь пришлось устранять во время срочного ремонта в Росайте с 18 декабря 1940 по январь 1941 года. Но это не решило всех проблем, и полноценный ремонт произвести удалось только в Бостоне, после того в мае 1941 года линкор был отправлен в США. Начало 1941 года «Родней» провёл, охраняя конвои в Атлантике, 16 марта своим присутствием предотвратив атаку германских линкоров «Шарнхорст» и «Гнейзенау» на конвой НХ-114.
Линкору требовался ремонт, а так как британские верфи были перегружены, ремонт было решено произвести в США. В мае 1941 года «Родней» ушёл в США в качестве конвоя войскового транспорта (бывшего лайнера) «Британник». 24 мая линкор был отозван для участия в операции по поиску и уничтожению германского линкора «Бисмарк». 27 мая 1941 года вместе с линкором «Кинг Джордж V» он потопил германский линкор, добившись около 40 попаданий. За время боя «Родней» выпустил 375 406-мм и 716 152-мм снарядов и одну 622-мм торпеду. Пуск торпеды был единственным случаем её боевого применения за всю войну. Попаданий в «Родней» при этом не было, но от собственной стрельбы была повреждена палуба, а ряд механизмов пострадал от сотрясений.
До августа 1941 года «Родней» проходил ремонт в Бостоне, США. После ремонта «Родней» вошёл в состав «соединения Н» на Гибралтаре и в сентябре 1940 года принял участие в проводке конвоя на Мальту — операция «Халберд». В ноябре 1941 года возвращён в состав Флота Метрополии и до января 1942 года базировался на Хваль-фьорд в Исландии, обеспечивая дальнее прикрытие арктических конвоев. С февраля по март 1942 года ремонтировался в Ливерпуле. 31 мая был направлен на усиление Восточного флота, но дойдя до Фритауна был возвращён обратно для проводки конвоя на Мальту. В августе 1942 года участвовал в проводке ещё одного конвоя на Мальту — операция «Пьедестал». После проведения операции служил в составе Флота Метрополии, а в октябре 1942 года был переведён в состав «соединения Н». Вместе с ним участвовал в ноябре 1942 года в высадке в Северной Африке — операции «Торч», а в июле 1943 года в высадке на Сицилии (операция «Хаски») и в сентябре 1943 года у Салерно (операция «Эваланш»).
В октябре 1943 года «Родней» вернулся в Англию. С новой силой проявились протечки. Также на «Роднее» с 1940 года отмечались проблемы с механизмами и пароконденсаторами. Состояние линкора требовало незамедлительного ремонта, который отложили до так и не состоявшейся модернизации. В июне — июле 1944 года он принимал участие в высадке союзников в Нормандии, операции «Оверлорд». После подрыва «Нельсона» на минах «Родней», так и не отремонтировав, снова вернули в строй. В августе 1944 года «Родней» обстреливал германские береговые батареи на острове Олдерни в Ла-Манше. В конце августа — начале сентября прикрывал арктический конвой в СССР YW-59 и обратный RA-59A, а в середине сентября — YW-60 и RA-60A. Корабль требовал капитального ремонта, который из-за загруженности верфей никак не удавалось провести. Поэтому с ноября 1944 года он стоял в Скапа-Флоу. Экипаж был сокращён на 60 %, и линкор служил в качестве стационарного флагмана Флота Метрополии. По окончании войны в ноябре 1945 года «Родней» был выведен в резерв и в 1948 году исключён из списков флота. Линкор продали на слом, и 26 марта 1948 года он был переведён на судоразделочную верфь.

## Иллюстрации

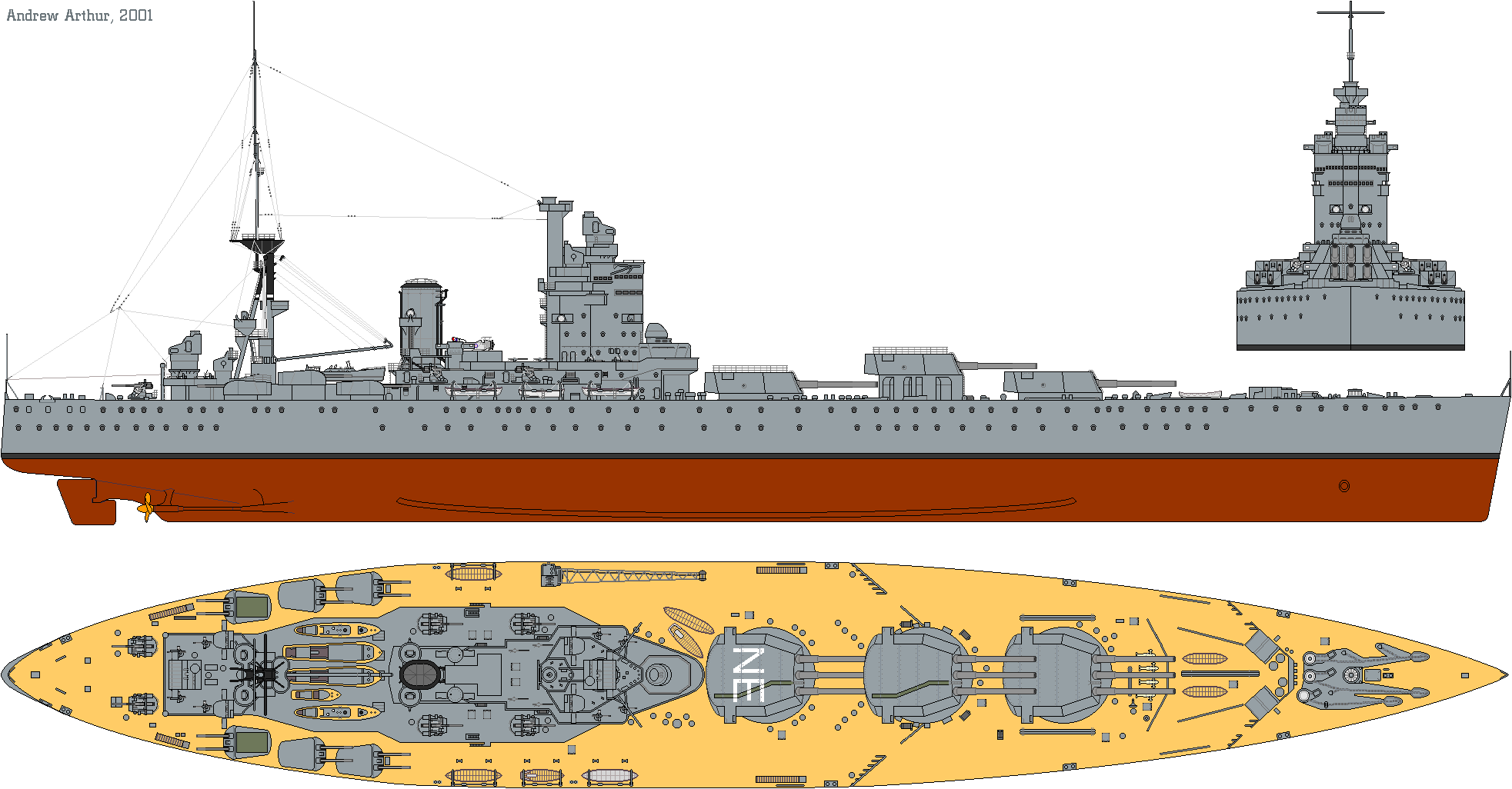
Линейный корабль «Нельсон». Схема
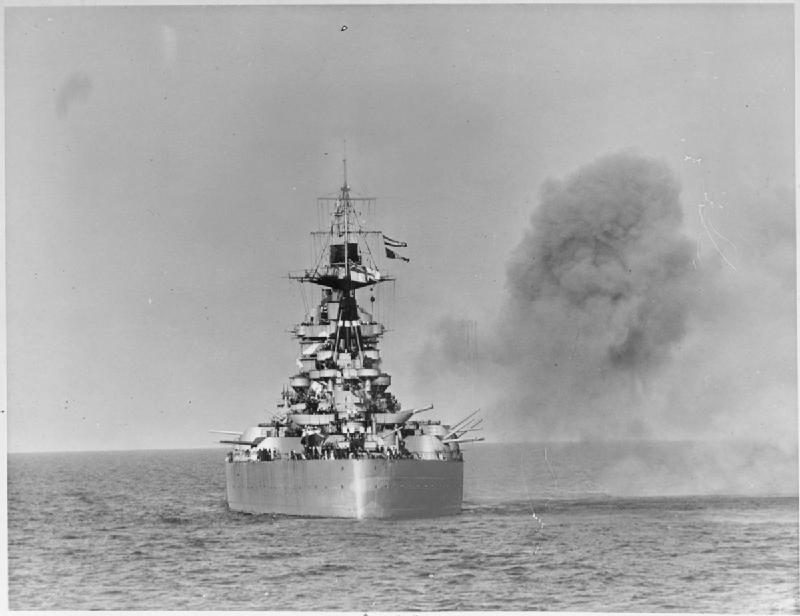
Линейный корабль «Родней» обстреливает побережье Нормандии

## Оценка проекта
Линейные корабли типа «Нельсон» были во многом уникальными кораблями. Они стали первыми линкорами, построенными в рамках Вашингтонского соглашения. Великобритания получила право построить их как ответ на американские линкоры типа «Колорадо» и японские типа «Нагато». Новые британские линкоры были по сути 23-узловым вариантом линейных крейсеров типа «G3». До появления линейных кораблей типа «Кинг Джордж V» они были единственными линкорами британского флота, спроектированными и построенными с учётом опыта Первой мировой войны.
Главным отличием от более поздних «быстроходных» вашингтонских линкоров стала скорость. У «Нельсона» и «Роднея» проектная максимальная скорость составляла «всего» 23 узла — то есть на уровне линкоров Первой мировой войны. Все остальные линкоры, построенные позже с учётом вашингтонских ограничений, имели значительно бо́льшую скорость — от 27 до 30 узлов. Силовая установка была достаточно надёжной и имела оригинальную компоновку. В отличие от остальных линкоров, котельные отделения размещались позади машинных. При выбранной для «Нельсонов» компоновке такая схема размещения оказалась более лёгкой в сравнении с классической. Вместе с тем к началу Второй мировой войны энергетическая установка была изношена, и расход топлива вырос. И хотя по сравнению с «Кинг Джорджами» проблем с малой дальностью не было, износ механизмов на «Роднее» привёл к постоянным нареканиям на работу силовой установки и падению дальности хода относительно проектных значений.
Желание максимально сократить протяжённость тяжёлого броневого пояса и горизонтальной защиты жизненно важных частей повлекло за собой оригинальную схему размещения орудий главного калибра одной группой в носовой оконечности — три башни по линейно возвышенной схеме, средняя с возвышением над остальными. На подобную компоновку главного калибра линкоров, помимо англичан, пошли только французы, также сосредоточив все башни на линкорах типа «Дюнкерк» и «Ришелье» в носовой оконечности. Вместе с тем на французских линкорах орудия размещались в двух четырёхорудийных башнях. Безусловно удачным решением, применявшимся на всех последующих британских линкорах, было сведение всех мостиков в одну башенноподобную надстройку. Это позволило лучше защитить их от непогоды и дало хорошую возвышенную платформу для командно-дальномерных постов управления артиллерийским вооружением. Получившийся в результате облик первых британских «вашингтонских» линкоров был весьма необычным. Британские матросы в шутку даже называли эти корабли «сёстры-уродцы» (англ. Ugly sisters). Также впервые в британском флоте, для экономии водоизмещения, были использованы трёхорудийные башни. Однако для новых 406-мм орудий была выбрана не свойственная британскому флоту концепция «лёгкий снаряд, высокая начальная скорость». В результате короткий снаряд имел повышенное биение в стволе, из-за чего точность стрельбы и живучесть ствола были хуже, чем у предыдущего 381-мм орудия. При этом огневая мощь 406-мм орудия была ненамного выше. Сказалось и отсутствие опыта в разработке трёхорудийных башен — скорострельность орудий «Нельсона» была также хуже, чем у 381-мм орудий, размещавшихся в двухорудийных башнях. Поэтому споры о том, какое британское орудие лучше — 381-мм или 406-мм, не утихают до сих пор. Хотя британское 406-мм орудие уступало американскому и японскому аналогам, это было самое мощное орудие в британском флоте. По сравнению с 356-мм орудиями новых линкоров типа «Кинг Джордж V» установки «Нельсона» оказались и мощнее, и надёжнее. При этом де-факто противниками «Нельсона» и «Роднея» стали немецкие и итальянские линкоры с более слабыми 380-мм орудиями.
Зенитное вооружение не удовлетворяло требованиям к таковому на момент проектирования. Вместо необходимых четырёх орудий дальнего действия в каждом секторе на некоторых секторах огонь могли вести только три и даже два орудия. В предвоенные годы прогресс в развитии авиации повлёк за собой необходимость усиления зенитного вооружения. И в годы войны его постоянно приходилось усиливать, правда, только за счёт 40-мм и 20-мм автоматов. Предвоенные планы по замене 152-мм орудий на универсальные так и не были реализованы.
По сравнению с предыдущими британскими линкорами важным отличием новых кораблей стало применение схемы бронирования «всё или ничего». Несмотря на то, что указывались ряд недостатков — отсутствие бронирования в носовой оконечности, узкий броневой пояс, слабое бронирование средней артиллерии и постов управления артиллерией, считается, что в рамках отведённого лимита водоизмещения «Нельсоны» получили максимальную защиту из всех возможных. При этом, как показывает опыт боевых действий, достаточную защиту средней артиллерии и постов управления обеспечить было просто невозможно. Защиту носовой оконечности усилили за счёт бронирования промежуточной палубы, но успели сделать это только на «Нельсоне». Конструктивная подводная защита «Нельсонов» была рассчитана на противостояние попаданию торпеды с зарядом в 340 кг ТНТ. По результатам испытаний считалось, что при определённых условиях подводная защита могла выдержать и заряд в 454 кг ТНТ. Однако эта защита располагалась в районе цитадели. В годы войны попадания в «Нельсон» пришлись в носовую оконечность, где подводной защиты не было. При этом сказался недостаток в этом месте стационарных откачивающих воду помп. В результате проблемы возникали не только при боевых повреждениях, но и при течи сквозь обшивку после повреждений при шторме.
Корабли обладали достаточной управляемостью и большим запасом плавучести, хорошей мореходностью. Правда, из-за очень высокого значения метацентрической высоты килевая качка имела малый период и большую амплитуду, что повлекло за собой необходимость доработки систем управления стрельбой. Несмотря на все недостатки, линкоры типа «Нельсон» считаются самыми мощными британскими линкорами Второй мировой войны, активно использовались во многих операциях Второй мировой войны, а «Родней» заслужил славу «убийцы» «Бисмарка», сыграв основную роль в потоплении германского линкора.
| Сравнительные ТТХ линкоров.                      |                           |               |                           |                             |                           |                             |                                |                                 |
| характеристики                                   | «Колорадо»                | «Нагато»      | «Нельсон»                 | «Кинг Джордж V»             | «Норт Кэролайн»           | «Бисмарк»                   | «Литторио»                     | «Ришелье»                       |
| Страна                                           | Соединённые Штаты Америки | Япония        | Великобритания            | Великобритания              | Соединённые Штаты Америки | Нацистская Германия         | Королевство Италия (1861—1946) | Франция                         |
| год ввода в строй                                | 1923                      | 1921          | 1927                      | 1940                        | 1941                      | 1940                        | 1940                           | 1940                            |
| размерения Д×Ш×О                                 | 190,2×29,7×9,2            | 213,4×29×9,1  | 216,6×32,3×8,6            | 227,2×32,2×10,2             | 222,1×33×10               | 251×36×8,6                  | 237,8×32,9×9,7                 | 247,9×33,1×9,17                 |
| Водоизмещение стандартное, т                     |                           |               | 35 560                    | 36 727                      | 37 486                    | 41 700                      | 40 724                         | 37 832                          |
| Водоизмещение нормальное, т                      | 32 600                    | 33 800        | 36 657                    |                             |                           |                             |                                |                                 |
| Водоизмещение полное, т                          | 33 590                    | 38 500        | 38 873                    | 42 076                      | 44 379                    | 50 900                      | 45 236                         | 44 708                          |
| Артиллерия главного калибра                      | 4×2×406-мм/45             | 4×2×406-мм/45 | 3×3×406-мм/45             | 2×4×356-мм/45 1×2×356-мм/45 | 3×3×406-мм/45             | 4×2×380-мм/47               | 3×3×381-мм/50                  | 2×4×380-мм/45                   |
| Вспомогательная артиллерия                       | 14×127-мм/51              | 20×140-мм/50  | 6×2×152-мм/45 6×120-мм/50 | 8×2×133-мм/50               | 10×2×127-мм/38            | 6×2×150-мм/55 8×2×105-мм/65 | 4×3×152-мм/55 12×1×90-мм/50    | 3×3×152-мм/55 6×2×100-мм/45     |
| Зенитная артиллерия                              | 4×76-мм/50                | 4×78-мм/40    | 8×40-мм/40                | 4×8×40-мм/40                | 4×4×28-мм                 | 8×2×37-мм 12×1×20-мм        | 8×2×37-мм 4×1×37-мм 8×2×20-мм  | 4×2 — 37-мм 4×4 и 2×2 — 13,2-мм |
| Торпедные аппараты                               | 2                         | 8             | 2                         |                             |                           |                             |                                |                                 |
| Самолёты                                         |                           |               |                           | 2                           | 3                         | 4                           | 3                              | 3                               |
| Главный броневой пояс, мм.                       | 343                       | 305           | 356-330                   | 356 — 381                   | 305                       | 320                         | 70 + 280                       | 330                             |
| Бронирование палубы, мм                          | 89 + 25                   | 69 + 50       | 159-95                    | 25 + 127...152              | 37 + 140                  | 50...80 + 80...95           | 45 + 90...162                  | 150...170 + 40                  |
| Бронирование башен ГК — лоб/борт/крыша, мм.      | 457/254/127               | 305/230/152   | 406/279/184               | 324 — 149                   | 406 — 184                 | 360 — 130                   | 350 — 150                      | 430 — 170                       |
| Барбеты башен ГК, мм.                            | 330                       | 305           | 381                       |                             |                           |                             |                                |                                 |
| Бронирование боевой рубки — стенки/крыша, мм     | 406/203                   | 369           | 356/165                   | 114 — 76                    | 406 — 373                 | 350 — 220                   | 260                            | 340                             |
| Энергетическая установка, л. с. (скорость, узлы) | 28 900 (21)               | 80 000 (26,5) | 45 000 (23)               | 110 000 (28,5)              | 121 000 (27,5)            | 138 000 (29)                | 130 000 (30)                   | 150 000 (31,5)                  |

## Использованная литература и источники
1. 1 2 3 4 5 6 7  Raven, Roberts. British Battleships of WW2. — P. 109.
2. ↑  Raven, Roberts. British Battleships of WW2. — P. 101.
3. 1 2 3 4 5 6 7  Raven, Roberts. British Battleships of WW2. — P. 113.
4. ↑  Raven, Roberts. British Battleships of WW2. — P. 109, 113.
5. 1 2 3 4 5 6 7  Raven, Roberts. British Battleships of WW2. — P. 117.
6. 1 2  Raven, Roberts. British Battleships of WW2. — P. 114—115.
7. ↑  Дашьян. Убийцы «Бисмарка», 2010, с. 32.
8. ↑  Дашьян. Убийцы «Бисмарка», 2010, с. 39.
9. ↑  Parkes, 1990, p. 657.
10. 1 2 3 4 5  Raven, Roberts. British Battleships of WW2. — P. 120.
11. 1 2 3 4 5 6  Raven, Roberts. British Battleships of WW2. — P. 127.
12. ↑  Дашьян. Убийцы «Бисмарка», 2010, с. 30.
13. ↑  Дашьян. Убийцы «Бисмарка», 2010, с. 31.
14. 1 2 3  R.A. Burt, British Battleships 1919—1945 (Seaforth Publishing, Barnsley, Yorkshire, UK, 1993 & 2012) ISBN 978-1-84832-130-4
15. 1 2 3 4 5 6 7 8 9 10 11  Raven, Roberts. British Battleships of WW2. — P. 114.
16. ↑  Raven, Roberts. British Battleships of WW2. — P. 125—126.
17. 1 2 3 4 5 6  Raven, Roberts. British Battleships of WW2. — P. 125.
18. 1 2  Raven, Roberts. British Battleships of WW2. — P. 126.
19. ↑  Raven, Roberts. British Battleships of WW2. — P. 126—127.
20. 1 2 3 4 5 6 7 8 9 10  Raven, Roberts. British Battleships of WW2. — P. 123.
21. 1 2 3 4 5 6 7 8 9 10 11 12  Raven, Roberts. British Battleships of WW2. — P. 122.
22. 1 2  Raven, Roberts. British Battleships of WW2. — P. 123—124.
23. 1 2 3 4 5 6 7 8 9  Raven, Roberts. British Battleships of WW2. — P. 124.
24. ↑  Raven, Roberts. British Battleships of WW2. — P. 91.
25. 1 2 3 4  Raven, Roberts. British Battleships of WW2. — P. 118.
26. ↑  Raven, Roberts. British Battleships of WW2. — P. 118—120.
27. 1 2 3 4 5  Raven, Roberts. British Battleships of WW2. — P. 121.
28. ↑  Campbell, Naval Weapons WW2, 2002, p. 71—74.
29. ↑  DiGiulian, Tony. Sweden Bofors 40 mm/60 (1.57") Model 1936.....Britain 40 mm OQF Marks I, III, IV, VIII, IX, X, XI, NI and NI/I (англ.). сайт navweaps.com. — Описание орудия 40 mm/56 Mark 1. Дата обращения: 20 октября 2016. Архивировано 26 июня 2015 года.
30. ↑  Campbell, Naval Weapons WW2, 2002, p. 147.
31. ↑  DiGiulian, Tony. Switzerland Oerlikon 20 mm/70 (0.79") Mark 1 (англ.). сайт navweaps.com. — Описание орудия 20 mm Mark 1 (Oerlikon). Дата обращения: 20 октября 2016. Архивировано 27 июня 2015 года.
32. ↑  Campbell, Naval Weapons WW2, 2002, p. 75.
33. ↑  Raven, Roberts. British Battleships of WW2. — P. 425.
34. ↑  Britain Torpedoes Pre-World War II. 24.5" (62.2 cm) Torpedoes. www.navweaps.com. — Описание британских торпед, стоявших на вооружении перед Второй мировой войной. Дата обращения: 3 марта 2016. Архивировано 19 апреля 2012 года.
35. ↑  Raven, Roberts. British Battleships of WW2. — P. 121—122.
36. 1 2 3  Дашьян. Убийцы «Бисмарка», 2010, с. 45.
37. ↑  Дашьян. Убийцы «Бисмарка», 2010, с. 46.
38. 1 2 3 4  Дашьян. Убийцы «Бисмарка», 2010, с. 47.
39. ↑  Raven, Roberts. British Battleships of WW2. — P. 388-389.
40. 1 2 3 4 5 6 7 8 9 10 11  Raven, Roberts. British Battleships of WW2. — P. 264.
41. 1 2 3 4 5 6 7 8 9 10 11  ShipCraft 23, 2015, p. 134.
42. 1 2 3 4 5 6 7 8 9 10 11 12  ShipCraft 23, 2015, p. 136.
43. ↑  Raven, Roberts. British Battleships of WW2. — P. 124—125.
44. 1 2 3 4 5  ShipCraft 23, 2015, p. 130.
45. 1 2 3 4 5 6 7 8 9 10  ShipCraft 23, 2015, p. 131.
46. 1 2 3 4 5 6 7 8  ShipCraft 23, 2015, p. 133.
47. 1 2 3 4 5 6 7  Raven, Roberts. British Battleships of WW2. — P. 272.
48. ↑  Wright, Malcolm. British and Commonwealth Warship Camouflage of WWII. — Kindle Edition. — Seaforth Publishing, 2016. — Vol. II. — P. location 273. — 160 p.
49. ↑  Дашьян. Убийцы «Бисмарка», 2010, с. 69.
50. 1 2 3 4 5  Дашьян. Убийцы «Бисмарка», 2010, с. 51.
51. ↑  Man o' War №3, 1979, p. 17.
52. 1 2 3 4 5 6 7 8 9  ShipCraft 23, 2015, p. 132.
53. ↑  Дашьян. Убийцы «Бисмарка», 2010, с. 52.
54. 1 2 3 4  ShipCraft 23, 2015, p. 135.
55. 1 2  Raven, Roberts. British Battleships of WW2. — P. 268.
56. ↑  Дашьян. Убийцы «Бисмарка», 2010, с. 54.
57. ↑  Raven, Roberts. British Battleships of WW2. — P. 268—269.
58. ↑  Raven, Roberts. British Battleships of WW2. — P. 269.
59. 1 2 3 4 5  Линкоры Второй мировой, 2005, с. 56.
60. 1 2 3 4 5 6  Линкоры Второй мировой, 2005, с. 57.
61. 1 2  Дашьян. Убийцы «Бисмарка», 2010, с. 71.
62. 1 2 3 4 5  Raven, Roberts. British Battleships of WW2. — P. 265—268.
63. ↑  Raven, Roberts. British Battleships of WW2. — P. 108.
64. ↑  Raven, Roberts. British Battleships of WW2. — P. 266—267.
65. ↑  Апальков. «Нельсон», 1997, с. 10.
66. ↑  Сергей Виноградов. Последние исполины Российского Императорского флота. с. 260. Галея Принт. СПб. 1999. ISBN 5-8172-0020-1.
67. ↑  Raven, Roberts. British Battleships of WW2. — P. 191.
68. ↑  Raven, Roberts. British Battleships of WW2. — P. 265.
69. 1 2  Дашьян. Убийцы «Бисмарка», 2010, с. 49.
70. ↑  David K. Brown, Nelson to Vanguard (Seaforth Publishing, Barnsley, Yorkshire, UK, 2000) ISBN 978-1-84832-149-6
71. ↑  Conway's, 1906—1921. — P.118
72. ↑  Conway's, 1906—1921. — P.231
73. ↑  Линкоры Второй мировой, 2005, с. 59.
74. ↑  Линкоры Второй мировой, 2005, с. 156.
75. ↑  Линкоры Второй мировой, 2005, с. 84.
76. ↑  Линкоры Второй мировой, 2005, с. 102.
77. ↑  Линкоры Второй мировой, 2005, с. 196.